# Stads- en streekvervoer in Zuid-Holland
Het stads- en streekvervoer in Zuid-Holland geeft een overzicht van alle veer-, (water)bus-, tram- en metrolijnen die gereden worden in de provincie Zuid-Holland, inclusief regionale R-net-treinen (MerwedeLingelijn en Gouda - Alphen aan den Rijn). Het gaat hier om de lijnen die zich in de provincie begeven, maar ook lijnen die de provincie doorkruisen.
De schuingedrukte plaatsnamen bevinden zich buiten de provincie Zuid-Holland. Bij lijnen die horen bij concessies die niet uit Zuid-Holland komen, is tevens de opdrachtgevende ov-autoriteit vermeld.

## Geschiedenis
Tot in de jaren 90 werd het openbaar streekvervoer nationaal gestuurd, door de VSN-groep. De exploitanten waren private bedrijven, waarvan de aandelen in handen waren van VSN. In Zuid-Holland waren dit in de jaren 90 onder andere NZH, Westnederland, Zuid-West-Nederland, ZWN-Groep (Fusiebedrijf Zuid-West-Nederland en Westnederland) en Connexxion (Fusiebedrijf van ZWN-groep en NZH, maar ook Midnet en Oostnet). De reden voor deze fusies was de nieuw in te voeren Wet personenvervoer 2000, waarmee marktwerking in het Nederlandse openbaar vervoer werd geïntroduceerd.
Na de invoering van de Wet personenvervoer 2000 op 1 januari 2001 wordt het openbaar vervoer in Nederland per regio of per verbinding na een bepaalde periode opnieuw aanbesteed. De winnende vervoersmaatschappij krijgt het exclusieve, maar tijdelijke recht op het verrichten van het openbaar vervoer binnen een regio. Hierdoor hebben andere bedrijven ook de mogelijkheid gekregen om kans te maken om in een regio te mogen rijden.
Sinds 2001 hebben onder andere bedrijven als Qbuzz en Arriva hun intreden kunnen maken in het streekvervoer in Zuid-Holland. Lange tijd werd het stadsvervoer in Den Haag en Rotterdam niet aanbesteed, maar geëxploiteerd door de gemeentelijke vervoersbedrijven HTM (Den Haag) en RET (Rotterdam). Op 9 december 2012 werd voor het eerst een concessie ingegaan in Den Haag waar een ander bedrijf dan HTM het recht op heeft; in plaats van HTM kreeg HTMbuzz (een joint venture tussen HTM en Qbuzz) de concessie voor Haagse stadsbussen. Dit was tot 15 december 2019. HTM werd weer de enige vervoerder die de busconcessie mocht verzorgen.

### Vervoer over water
De provincie Zuid-Holland is erg waterrijk, hetgeen ervoor heeft gezorgd dat dit een belangrijke rol speelde binnen het openbaar vervoer in de provincie.
In de eerste helft van de zeventiende eeuw ontstonden vanuit Den Haag, Amsterdam, Leeuwarden en Groningen netwerken van speciaal gegraven kanalen met daarnaast een zandpad. Op de zandpaden liepen paarden, die vanaf de kant varende trekschuiten trokken. Leiden en Delft hadden de primeur in Zuid-Holland; toen ze in 1637 gezamenlijk de Vliet voor trekschuiten geschikt maakten, een aansluiting naar Den Haag volgde een jaar later. In 1642 ging de trekvaart Den Haag-Loosduinen open en in 1646 die tussen Delft en Maassluis. Na de opening van de trekvaart tussen Leiden en Haarlem in 1657 ontstond een landelijk netwerk. Er ontstonden verbindingen tussen onder meer Delft en Rotterdam (de Schie, 1655), Uithoorn en Gouda (Gouwe en Aarkanaal, 1658) Vianen en Gorinchem (Merwedekanaal, 1658), en tussen Leiden en Utrecht (Oude Rijn, 1664). Duurde de reis van Haarlem naar Leiden eerst nog acht uur, was dit na de opkomst van de trekvaart nog maar vier uur. Op het hoogtepunt, rond 1670, namen trekschuiten 68 procent van al het personenvervoer voor hun rekening. In de anderhalve eeuw daarna daalden de reizigersaantallen door een verslechterende economie en oorlogen.
De trekschuit kreeg in het begin van de negentiende eeuw een belangrijke concurrent bij: de stoomboot. In Holland ontstonden verbindingen naar verschillende grote steden. In 1817 was er al een stoombootverbinding tussen Rotterdam en Antwerpen, en slechts zes jaar later voeren op regelmatige basis schepen vanuit de Rotterdam naar Nijmegen, Veere, Düsseldorf en zelfs Londen. In totaal waren er vanuit Rotterdam 49 verbindingen, maar ook Leiden (12 verbindingen) en Gorinchem (8) waren goed verbonden. De hoogtijdagen van de stoomvaart lagen tussen 1880 en 1915.
Sinds enkele jaren wordt openbaar vervoer te water weer populairder. Om de files in en om Rotterdam mede te bestrijden, kunnen reizigers sinds 1999 de Waterbus nemen. Dit snelle veer vaart een halfuurdienst tussen Rotterdam Willemshaven, Ridderkerk, Zwijndrecht en Dordrecht. Na een uitgebreide testfase heeft de provincie in 2010 een vergunning voor 12 jaar afgegeven.

### Regionale tram
Aan het eind van de negentiende eeuw ontstond een grotere vraag naar transport. Stad en platteland dienden dichter bij elkaar gebracht te worden. Den Haag had als eerste stad in 1864 een tramverbinding gekregen, op het traject Den Haag - Scheveningen, maar in 1879 besloot de gemeente tot de aanschaf van de eerste stoomtram in Nederland. De stoomtram was een licht type stoomtrein, dat zowel op als naast de openbare weg mocht rijden. De stoomtrams bekortten door hun hogere snelheid de reisduur tussen stad en het platteland.
Dankzij relatief lage investeringskosten ontstond in korte tijd een groot netwerk van regionale verbindingen. De nieuw aangelegde tramlijnen deden voornamelijk plaatsen aan die per trein slecht bereikbaar waren. Zo werden er bijvoorbeeld op de Zuid-Hollandse eilanden tramlijnen aangelegd door de Rotterdamsche Tramweg Maatschappij (RTM). Deze eilanden hadden ook tramverbindingen naar het vasteland, de trams maakten hiervoor gebruik van veerdiensten en bruggen. Andere grote trambedrijven waren Westlandsche Stoomtramweg Maatschappij (WSM) voor het Westland en de Noord-Zuid-Hollandsche Stoomtramweg-Maatschappij (NZH) voor verbindingen tussen Den Haag, Scheveningen, Leiden, Katwijk aan Zee en Noordwijk. Ook het stadstrambedrijf de Haagsche Tramweg-Maatschappij kende regionale tramlijnen naar Delft en Leiden. Daarnaast waren er Gouda nog drie tramlijnen. Alleen de NZH tramlijnen werden geëlektrificeerd.
De uitbreiding van het tramnetwerk in Zuid-Holland vond met name plaats in de periode 1895-1935. Vanaf 1935, verloor de tram geleidelijk terrein. De grootste oorzaak hiervan was de concurrentie van de autobus. In deze periode werd de bus steeds comfortabeler, waardoor dit een goed alternatief werd voor de tram. De stoomtrams werden voor de reizigersdienst vervangen door motortrams of door de autobusdiensten van de trammaatschappijen. Na de Watersnood van 1953 keerden veel tramlijnen van de RTM niet meer terug. De laatste RTM tramlijn, tussen Spijkenisse en Hellevoetsluis werd in 1966 opgeheven. De elektrische "Blauwe Tram" van de NZH, tussen Leiden en Den Haag werd in 1961 opgeheven. Bij de WSM was het personenvervoer per stoomtram al in 1932 beëindigd. De WSM lijnen zijn nog veel langer voor het goederenvervoer gebruikt. Pas in 1970 stopte NS het gebruik van goederentreinen op de voormalige WSM-lijnen.

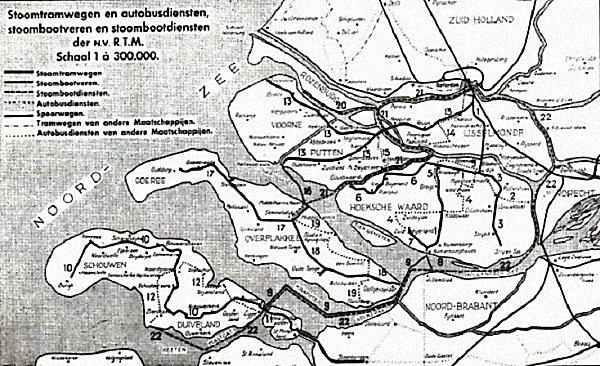
Het RTM-net van tram en veerdiensten
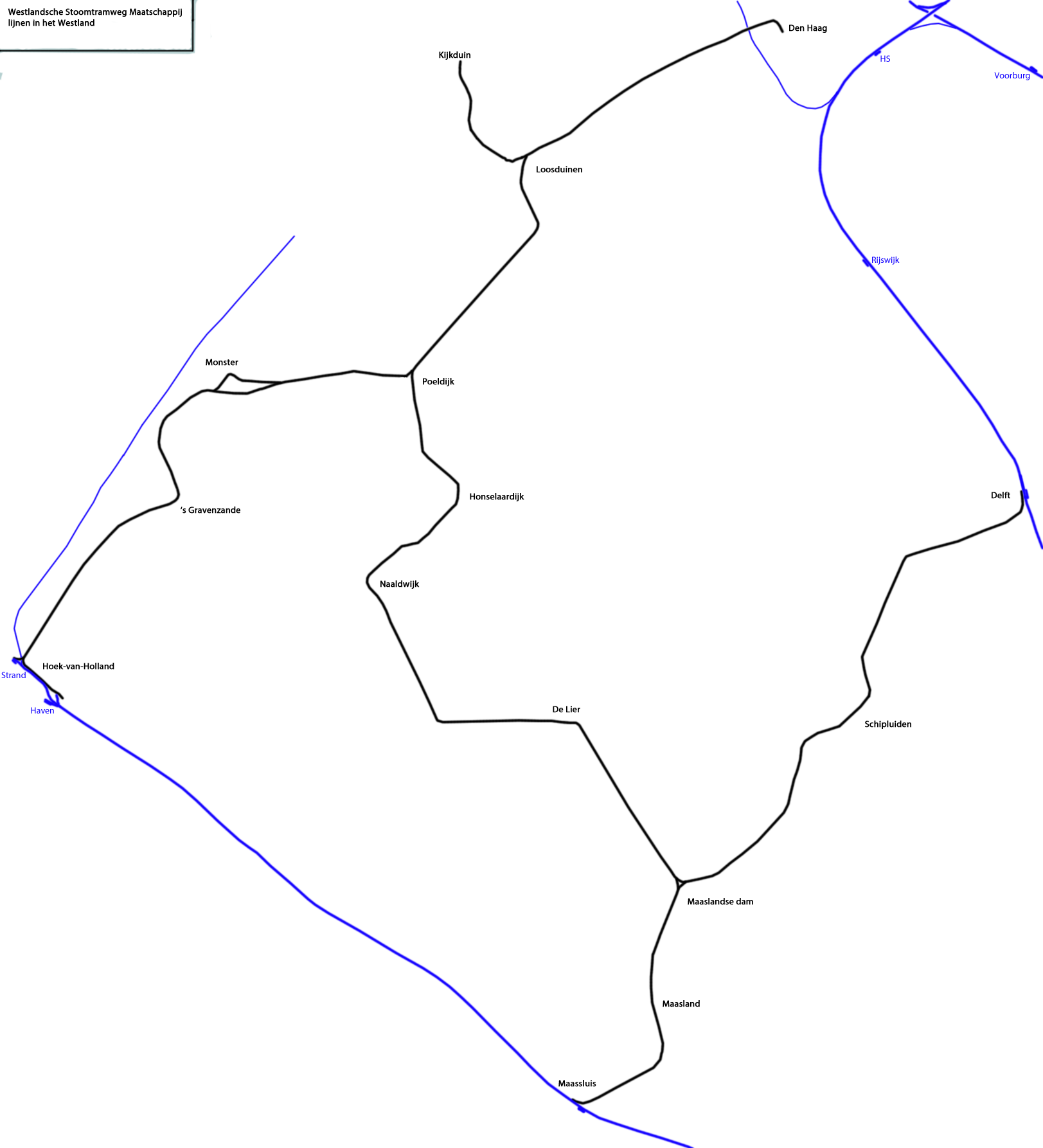
De WSM lijnen
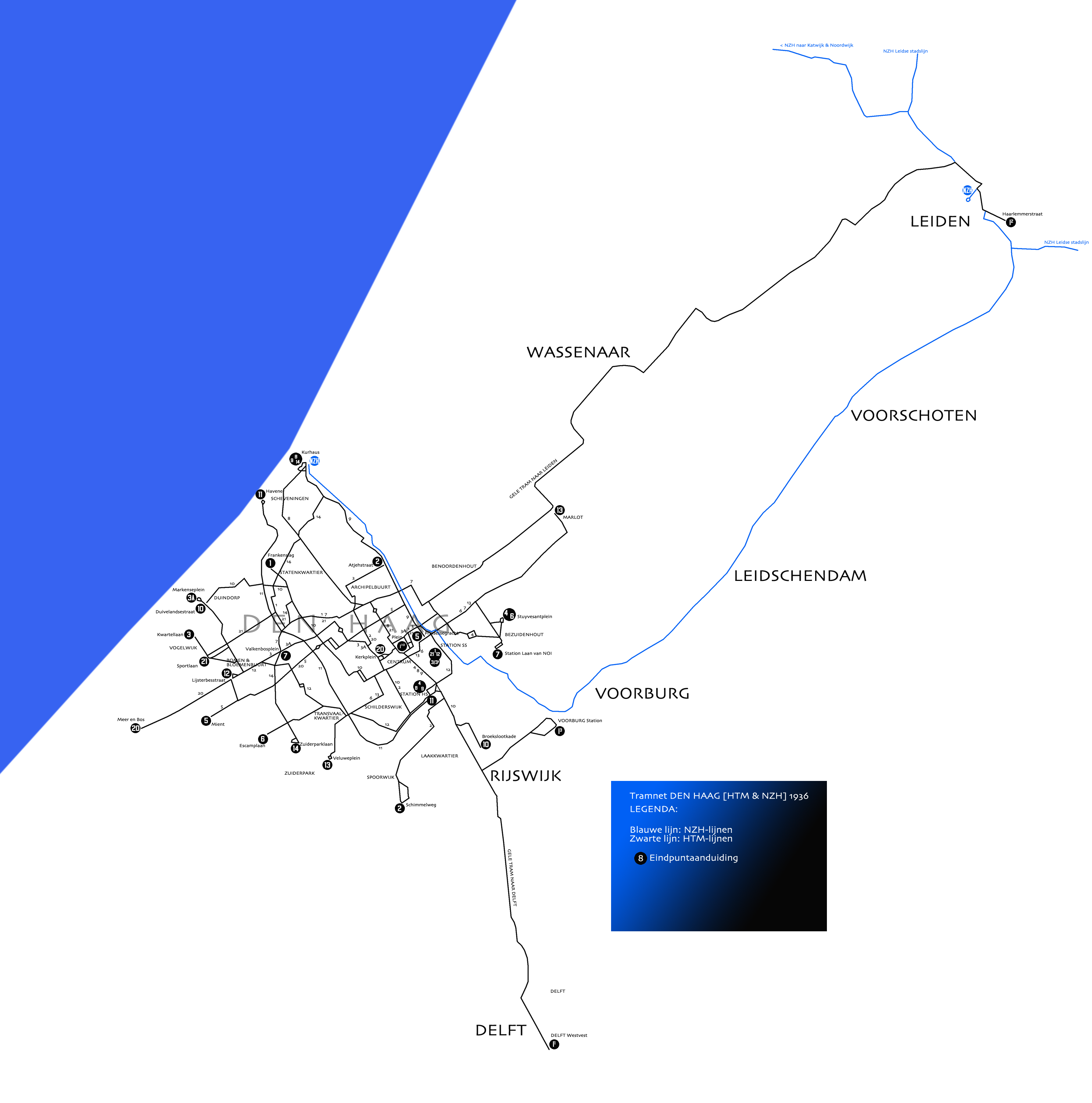
Regionale tramlijnen tussen Delft en Leiden
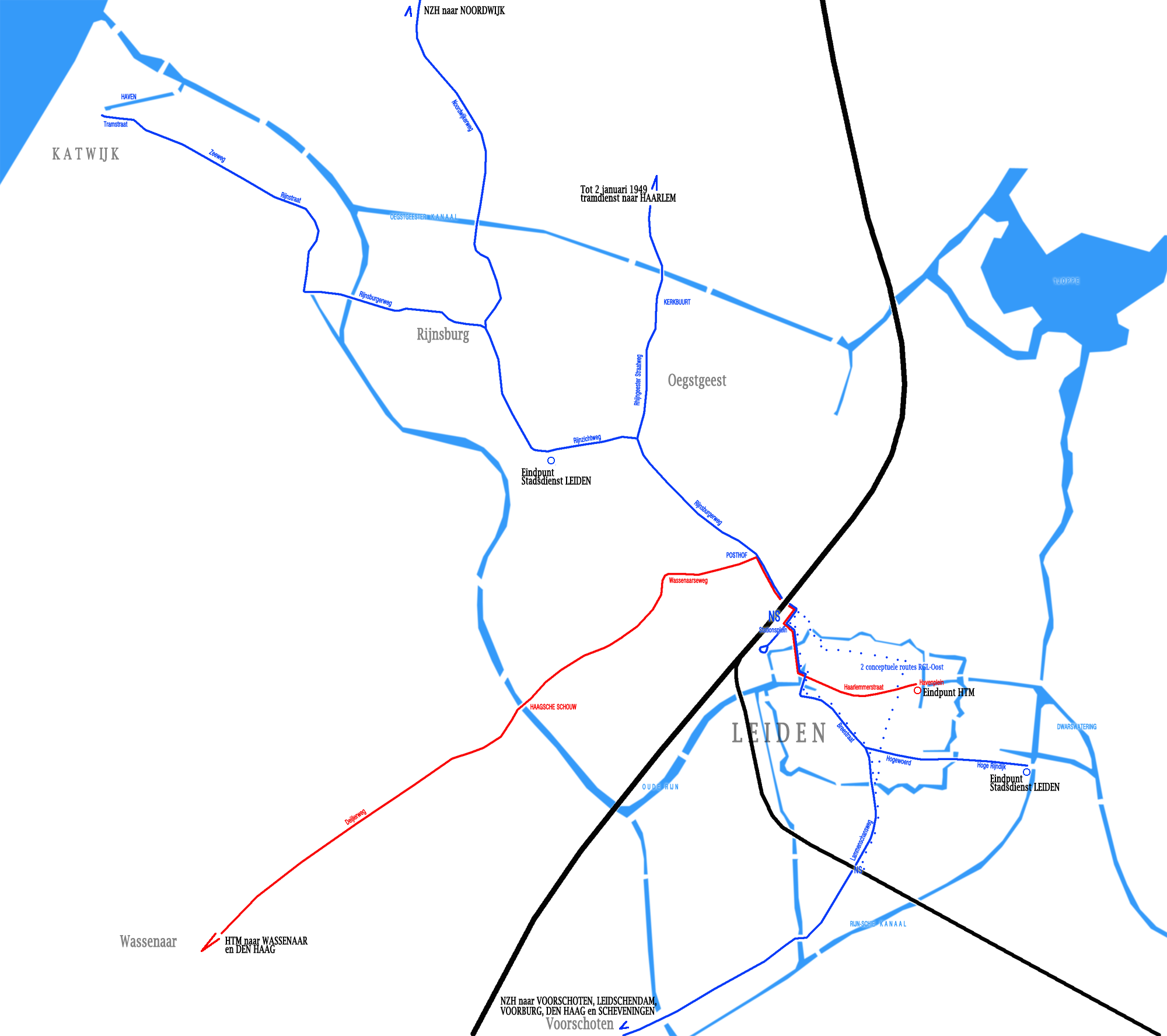
Tramlijnen rond Leiden

### Regionale spoorlijnen
In 1908 werd de elektrische regionale spoorlijn Rotterdam Hofplein - Scheveningen, de Hofpleinlijn, geopend. De tak naar Scheveningen werd in 1953 gesloten en het vroegere eindpunt in station Den Haag HS werd in 1975 verlegd naar station Den Haag Centraal. Deze spoorlijn is nu opgenomen in RandstadRail.
Vanaf Leiden Herensingel en station Alphen a/d Rijn vertrokken de Haarlemmermeerspoorlijnen. Andere spoorlijnen met hoofdzakelijk regionaal vervoer zijn de spoorlijnen Rotterdam - Hoek van Holland (Hoekse Lijn) en Gouda - Alphen aan den Rijn.
In 1977 werd het eerste deel van de Zoetermeer Stadslijn geopend, een stadsgewestelijke treinverbinding tussen Zoetermeer en Den Haag. De lijn werd bereden door relatief hoogfrequente sprinters, maar kreeg door het ontbreken van een conducteur al snel een slechte naam door zwartrijden, overlast en vandalisme.
In recentere tijden zijn voor veel regionale spoorlijnen in Zuid-Holland voorstellen gedaan tot ombouw naar lightrail. De Zoetermeer Stadslijn en de Hofpleinlijn. De Hoekse lijn is omgebouwd voor de Rotterdamse metro. Voor de spoorlijn Gouda - Alphen aan den Rijn is gedurende een lange tijd ombouw tot tramexploitatie overwogen, in het kader van het project RijnGouwelijn. Na een proefbedrijf met lightrail-trams tussen 2003 en 2009 is het project in 2012 definitief geschrapt.

### Stadstramnetten
In de twee grootste steden van Zuid-Holland, Den Haag en Rotterdam, en in Leiden is in de negentiende eeuw het tramvervoer tot ontwikkeling gekomen: Eerst de paardentram en de stoomtram voor sommige lijnen. De tramlijnen werden geëlektrificeerd begin van de twintigste eeuw. De eerste bussen kwamen op aanvullende lijnen tussen de twee wereldoorlogen. Sommige tramlijnen in de steden werden na de Tweede Wereldoorlog opgeheven en meestal vervangen door busdiensten.
Zie ook: Haagse tram, Rotterdamse tram en Leidse stadstram
In Rotterdam verdrong de metro veel tramlijnen en was er geen tramverbinding meer over de Nieuwe Maas, waardoor het tramnet in twee werd opgesplitst. De verbinding werd hersteld met een tramverbinding over de Erasmusbrug waar nu veel tramlijnen volgens het TramPlus concept rijden. Het zuidelijk tramnet werd flink uitgebreid evenals de tramlijnen in Schiedam. De uitbreiding verdrong ook het streekvervoer die nu zijn eindpunten heeft bij metrostations ver buiten het centrum, in plaats van op het centraal station waar nu geen streeklijnen meer stoppen. De huidige eindpunten voor streeklijnen zijn:
- Spijkenisse Centrum: Lijnen naar Voorne-Putten (er was vroeger de lijn 104 die helemaal tot Vlissingen reed)
- Station Schiedam Centrum: Lijnen naar het Westland
- Kralingse zoom: Lijnen naar het Zuidoosten
- Capelsebrug: Lijnen naar het Oosten
- Rodenrijs: Lijnen naar Zoetermeer en omgeving
- Zuidplein: Lijnen naar het zuiden inclusief de langeafstandlijnen naar Goeree-Overflakkee en Schouwen-Duiveland.

In Den Haag is de grote ontwikkeling de bouw van de Haagse tramtunnel in combinatie met RandstadRail die doorgaande verbindingen van Zoetermeer naar de Haagse binnenstad en verder mogelijk maakt. In Den Haag zijn de bussen vanuit het Westland nu beperkt tot het ov-knooppunt Leyenburg vanwaar de reizigers kunnen overstappen op RandstadRaillijn 4, tramlijn 6 en de buslijnen. De in 2010 geopende nieuwe tramlijn 19 heeft een grotendeels regionale functie en verbindt Leidschendam, Leidschenveen, Nootdorp en Delft met elkaar. Deze lijn wordt nog verlengd naar de universiteit van Delft. Samen met de veel eerdere verlenging van tramlijn 1 naar Delft Tanthof, zal Delft een aardig tramnet krijgen.

## Omschrijving
Het stads- en streekvervoer in Zuid-Holland is vandaag de dag onderverdeeld in 12 concessiegebieden, variërend in grootte van alleen de Rotterdamse tram en metro, tot het busvervoer in Zuid-Holland Noord. Daarnaast rijden er in de provincie ook bussen rond uit concessiegebieden in andere provincies.
Het busvervoer in Zuid-Holland wordt momenteel geregeld door de HTM, RET, Aquabus, Connexxion, Transdev, EBS en Qbuzz. Het tramvervoer in Zuid-Holland wordt geregeld door HTM en RET.
Het stads- en streekvervoer bestaat in Zuid-Holland uit:
- de stadsvervoernetten van Den Haag (HTM) en Rotterdam (RET) met een historisch eigen tram- en busbedrijf. Rotterdam heeft tevens een metronet.
- de kleinere stadsbusnetten van Alphen aan den Rijn, Delft, Zoetermeer, Gouda, Gorinchem, Leiden, Spijkenisse en Dordrecht.
- de streekbuslijnen
- de buurtbussen
- de ParkShuttle tussen Kralingse Zoom en Capelle aan den IJssel
- de RandstadRail die Den Haag, Zoetermeer en Rotterdam met elkaar verbindt
- de Waterbus Rotterdam-Drechtsteden
- de gedecentraliseerde treindiensten:
  - Dordrecht - Geldermalsen (MerwedeLingelijn) (Qbuzz) (in opdracht van provincie Zuid-Holland)
  - Gouda - Alphen aan den Rijn (NS/project RijnGouwelijn) (in opdracht van provincie Zuid-Holland)

## Huidige concessies
| Ov-autoriteit                            | Concessiegebied                                                          | Vervoerder          | Duur                    |
| ---------------------------------------- | ------------------------------------------------------------------------ | ------------------- | ----------------------- |
| Metropoolregio Rotterdam Den Haag (MRDH) | Rail Haaglanden Haagse tram en RandstadRail                              | HTM                 | 11.12.2016 - 13.12.2031 |
| Metropoolregio Rotterdam Den Haag (MRDH) | Haaglanden Stad                                                          | HTM                 | 15.12.2019 - 09.12.2034 |
| Metropoolregio Rotterdam Den Haag (MRDH) | Haaglanden Streek                                                        | EBS                 | 25.08.2019 - 14.12.2030 |
| Metropoolregio Rotterdam Den Haag (MRDH) | Rail Rotterdam Rotterdamse tram en metro                                 | RET                 | 11.12.2016 - 14.12.2030 |
| Metropoolregio Rotterdam Den Haag (MRDH) | Bus Rotterdam                                                            | RET                 | 15.12.2019 - 09.12.2034 |
| Metropoolregio Rotterdam Den Haag (MRDH) | Personenvervoer over water in Rotterdam en Schiedam                      | Watertaxi Rotterdam | 01.01.2022 - 31.12.2036 |
| Metropoolregio Rotterdam Den Haag (MRDH) | ParkShuttle Rivium                                                       | Transdev            | 09.12.2018 - 10.12.2033 |
| Metropoolregio Rotterdam Den Haag (MRDH) | Voorne-Putten, Rozenburg                                                 | EBS                 | 09.12.2018 - 09.12.2028 |
| provincie Zuid-Holland                   | Zuid-Holland Noord (ZHN)                                                 | Qbuzz               | 15.12.2024 - 12.12.2032 |
| provincie Zuid-Holland                   | DMG-gebied (incl. MerwedeLingelijn) Drechtsteden, Molenlanden, Gorinchem | Qbuzz               | 09.12.2018 - 10.12.2033 |
| provincie Zuid-Holland                   | Hoeksche Waard/Goeree-Overflakkee                                        | Connexxion          | 13.12.2015 - 13.12.2025 |
| provincie Zuid-Holland                   | Hoeksche Waard/Goeree-Overflakkee                                        | Transdev            | 14.12.2025 - 11.12.2038 |
| provincie Zuid-Holland                   | Personenvervoer over water Rotterdam - Drechtsteden                      | Blue Amigo          | 01.01.2022 - 31.12.2029 |
| provincie Zuid-Holland                   | Treindienst Gouda - Alphen aan den Rijn                                  | NS                  | 11.12.2016 - 14.12.2031 |

## OV-chipkaart

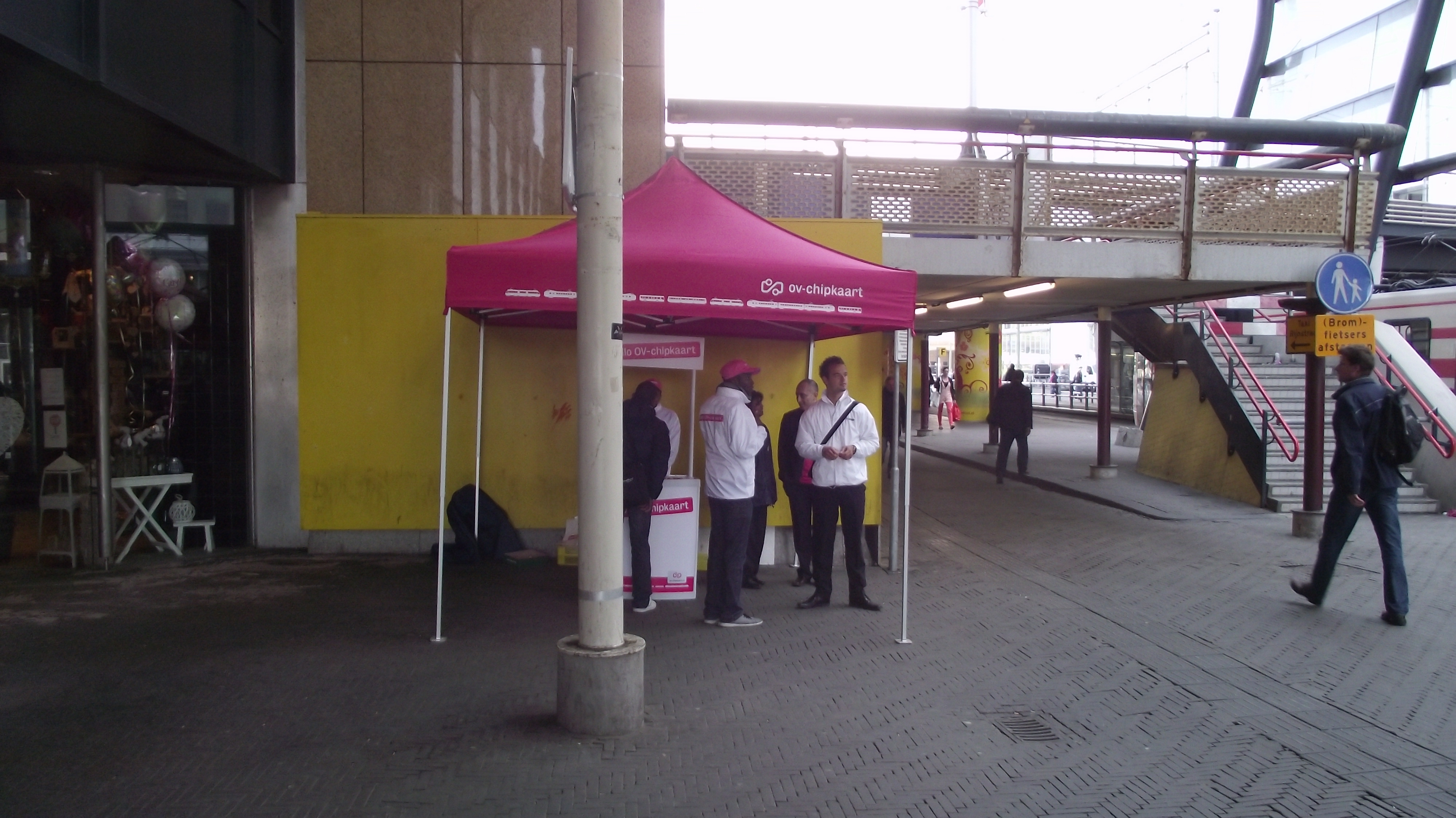
De promotiecampagne in Haaglanden kwam in februari 2010 op gang toen de kaart in de Randstadrail geldig werd. De provincie Zuid-Holland en het Stadsgewest Haaglanden boden een persoonlijke OV-chipkaart met automatisch opladen aan voor 1 euro.

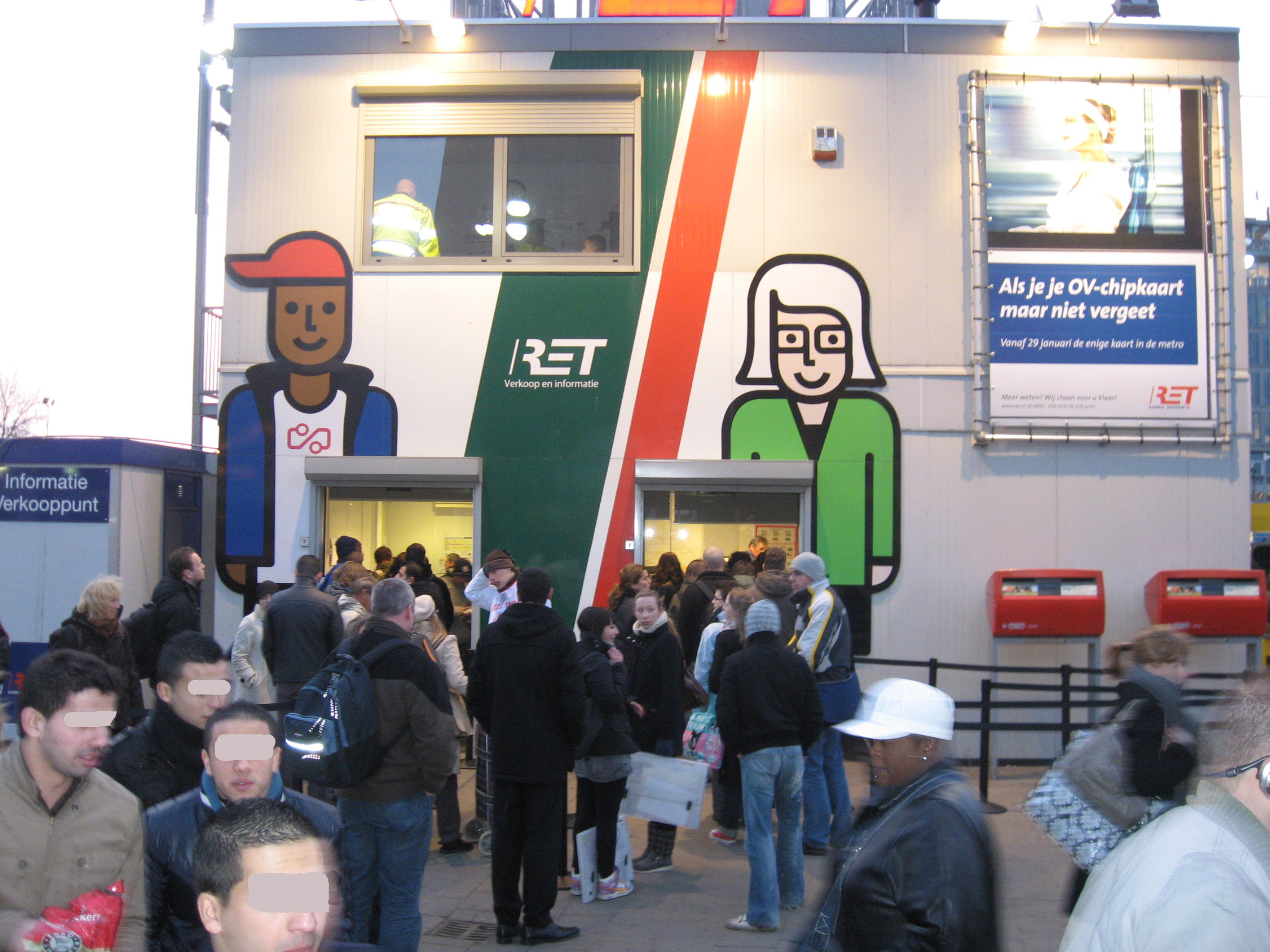
Grote drukte bij het RET verkooppunt bij het Centraal Station op 29 januari 2009, de dag dat de Rotterdamse metro alleen nog toegankelijk was met de OV-chipkaart.

Na de allereerste test op veerboot Vlissingen-Breskens vanaf 13 december 2004, werd op 8 april 2005 gestart met de invoering van het nieuwe elektronische vervoerbewijs in de Rotterdamse metro, in de trein Rotterdam - Hoek van Holland en de streekbussen van Connexxion in Voorne-Putten en Rozenburg, de Hoeksche Waard en rond Ridderkerk en Barendrecht. Uitgezonderd was aanvankelijk de Hofpleinlijn (Erasmuslijn), die wel met metrotreinen (RandstadRail) bereden wordt. Op 25 juni 2007 werd de OV-chipkaart ook geldig in de tram (incl. Randstadrail) en het RET-busnet.
Vanwege concessiewisselingen tijdens de introductiefase kon bij de nieuwe vervoerder een bepaalde periode niet met de OV-chipkaart in- of uitgecheckt worden omdat de apparatuur nog niet was geïnstalleerd. Daarvoor werd er regeling getroffen. Dit gold van de Hoeksche Waard/Goeree Overflakee tussen 1 januari 2008 en 12 december 2009 (vanwege wisseling Connexxion naar Arriva) en in de streekbussen rondom Rotterdam, Ridderkerk en Barendrecht tussen 14 december 2008 en 10 februari 2010 (vanwege wisseling Connexxion naar Qbuzz).
Op 14 mei 2009 werd de OV-chipkaart ook geldig op de streeklijnen in Haaglanden en op de buslijnen in de Duin- en Bollenstreek/Leiden Rijnstreek/Midden-Holland. Beide regio's werden destijds geëxploiteerd door Connexxion. Op 1 november 2009 werd de kaart ook geldig in de bussen en tram van HTM. De RandstadRail volgde pas op 1 februari 2010. Op 13 december 2009 werd de OV-chipkaart geldig op de Arriva buslijnen in de Hoeksche Waard/Goeree Overflakkee en het DAV-gebied (Drechtsteden e.o.). Op 11 februari 2010 werd de kaart ook geldig in de Qbuzz streekbussen die destijds rondom Rotterdam reden.
In de beginperiode betaalden reizigers met een strippenkaart die overstapten van tram of bus op de metro (en omgekeerd) een dubbel basistarief (basisstrip strippenkaart + opstaptarief OV-chipkaart). Om dit op te vangen werd een compensatieregeling ingevoerd: na het invullen en opsturen van een formulier wordt het te veel betaalde bedrag gerestitueerd. Hierbij werd een gele compensatiekaart gebruikt die gestempeld moest worden bij speciale stempelautomaten bij (overstap)metrostations. Deze compensatiekaart kon dan samen met de gebruikte strippenkaarten en uitdraaien van de ritten op chipkaart opgestuurd worden om een vergoeding te krijgen. Deze vergoeding bedroeg € 1,50 per enkele reis of retour. Deze ingewikkelde regeling is in het najaar van 2009 afgeschaft, omdat er geen streekbussen meer waren in de wijde omgeving van Rotterdam, die geen OV-chipkaart aanvaardden.
Verplicht gebruik van de chipkaart kan een negatieve invloed uitoefenen op het aantal reizigers dat gebruikmaakt van het openbaar vervoer. Reizigers zouden kunnen afhaken door stijging van de ritprijs in hun individuele geval, of doordat men het chipkaartsysteem als onhandig en omslachtig ervaart. In de Rotterdamse metro daalden de vervoerscijfers in 2009 met 12% ten opzichte van 2008, waarmee een stijgende trend doorbroken werd. RET stelt, dat met ingang van januari 2009, na het verplicht stellen van de chipkaart, alleen de reizigers geteld worden die correct in- en uitchecken, terwijl vóór 2009 de zwartrijders ook meegeteld werden. Het zwartrijden is door invoering van de chipkaart gedaald van 12 naar 4%, zodat de daling van de vervoerscijfers geheel voor rekening komt van het teruggedrongen zwartrijden. Het aantal betalende passagiers zou aldus RET zelfs licht zijn toegenomen.
Sinds juni 2023 kunnen de reizigers ook reizen met hun betaalpas, creditcard of contactloos via de mobiel/smartwatch onder de naam OVpay. Dit is als aanvulling op de OV-chipkaart, maar op termijn verdwijnt ook de OV-chipkaart.
In de provincie gelden verschillende kilometertarieven. Hieronder een uiteenzetting.
|                                                                                                |                                                                               | Tariefjaar (vol tarief in euro's) | Tariefjaar (vol tarief in euro's) | Tariefjaar (vol tarief in euro's) | Tariefjaar (vol tarief in euro's) |
| Concessie(s)                                                                                   | Verbinding(en)                                                                | 2021                              | 2022                              | 2023 2024                         | 2025                              |
| ---------------------------------------------------------------------------------------------- | ----------------------------------------------------------------------------- | --------------------------------- | --------------------------------- | --------------------------------- | --------------------------------- |
| - DMG-gebied                                                                                   | stadsBuzz Gorinchem, streekBuzz en buurtBuzz                                  | 0,142                             | 0,145                             | 0,155                             |                                   |
| - DMG-gebied                                                                                   | stadsBuzz Drechtsteden                                                        | 0,164                             | 0,168                             | 0,180                             |                                   |
| - DMG-gebied                                                                                   | snelBuzz lijnen 387 en 388 en R-net                                           | 0,183                             | 0,186                             | 0,200                             |                                   |
| - Hoeksche Waard/Goeree-Overflakkee                                                            | Alle streekbussen (inclusief buurtbus) en R-net                               | 0,142                             | 0,145                             | 0,155                             |                                   |
| - Zuid-Holland Noord (ZHN)                                                                     | stadsBuzz en streekBuzz                                                       | 0,140                             | 0,145                             | 0,156                             | 0,161                             |
| - Zuid-Holland Noord (ZHN)                                                                     | snelbuzz en R-net (inclusief Keukenhoflijnen)                                 | 0,180                             | 0,186                             | 0,200                             | 0,161                             |
| - Haaglanden Stad - Rail Haaglanden - Haaglanden Streek - RandstadRail Den Haag-Rotterdam      | Alle trams en bussen van Haaglanden Den Haag Centraal – Pijnacker Zuid (E)    | 0,171                             | 0,174                             | 0,187                             | 0,193                             |
| - Bus Rotterdam - Rail Rotterdam - RandstadRail Den Haag-Rotterdam - Voorne-Putten & Rozenburg | Alle metro's, trams en bussen van Regio Rotterdam Pijnacker Zuid – Slinge (E) | 0,151                             | 0,155                             | 0,166                             | 0,171                             |
| - Parkshuttle Rivium                                                                           | People mover. Prijs per rit excl. basistarief.                                | 0,72                              | 0,73                              | 0,79                              | 0,81                              |

### Regionale abonnementen
Naast het reizen op saldo kunnen de reizigers ook kiezen voor een regioabonnement. In heel Zuid-Holland werkt met sterzones. Een regioabonnement (op basis van sterzones) is geldig bij alle vervoerders. Het abonnement wordt gekoppeld aan de persoonlijke OV-chipkaart en er gaat geen geld vanaf wanneer er met het abonnement gereisd wordt.
Zie ook Dal Vrij.

## Haaglanden

### Concessie Haaglanden Stad
De concessie Haaglanden stad omvat de Haagse tramlijnen, alsmede RandstadRails 3 en 4, en de Haagse buslijnen van de stad Den Haag. Deze concessie wordt uitgevoerd door HTM.

#### Tram en RandstadRail
- Lijnen 1, 6, 10 en 12 rijden met de GTL-trams; lijnen 2, 9, 11, 15, 16 en 17 rijden met de Avenio-trams; lijnen 3, 4, 19 en 34 rijden met de RegioCitadis.

| Lijn                               | Route                                                       | Via | Opmerkingen                                                               |
| ---------------------------------- | ----------------------------------------------------------- | --- | ------------------------------------------------------------------------- |
| Tramlijnen Den Haag                |                                                             | |                                                                           |
| 1                                  | Scheveningen Noord - Delft Tanthof                          | Kurhaus, Statenkwartier, World Forum, Vredespaleis, Javastraat, Plein 1813, Kneuterdijk, Centrum, Bierkade, Station Hollands Spoor, Laakkwartier, Rijswijk, Hoornbrug, Broekpolder, Spoorzone Delft, Delft Station, De Hoven Passage                                       |                                                                           |
| 2                                  | Den Haag Kraayenstein - Leidschendam                        | Loosduinen, Houtwijk, Oud Eik en Duinen, Nieuw Eykenduynen, HMC Westeinde, Prinsegracht, Tramtunnel, Centraal Station, Ternoot, Bezuidenhout, Laan van NOI, Voorburg 't Loo, Essesteijn, Mall of the Netherlands                                                           | Bij sommige ritten worden de RegioCitadis ingezet.                        |
| 6                                  | Den Haag Leyenburg - Leidschendam Noord                     | Rustenburg en Oostbroek, Transvaalkwartier, Haagse Markt, Schilderswijk, Prinsegracht, Tramtunnel, Centraal Station, Ternoot, Bezuidenhout, Haagse Hout, Station Mariahoeve, Essesteijn, Mall of the Netherlands                                                           |                                                                           |
| 9                                  | Scheveningen Noord - Vrederust                              | Kurhaus, Circustheater, Westbroekpark, Madurodam, Koninginnegracht, Malieveld, Centraal Station, Kalvermarkt-Stadhuis, Bierkade, Station Hollands Spoor, Stationsbuurt, Zuiderpark, Moerwijk, Winkelcentrum Leyweg, Morgenstond                                            |                                                                           |
| 9S                                 | Scheveningen Noord - Station Den Haag HS                    | Kurhaus, Centraal Station | Strandexpress, rijdt alleen in de zomervakantie als sneldienst op lijn 9. |
| 10                                 | Scheveningen Noord - Vrederust                              | Kurhaus, Statenkwartier, World Forum, Vredespaleis, Javastraat, Plein 1813, Kneuterdijk, Centrum, Bierkade, Station Hollands Spoor, Laakkwartier, Spoorwijk, Station Moerwijk, Moerwijk, Winkelcentrum Leyweg, Morgenstond                                                 | Rijdt alleen in de spits op maandag t/m donderdag.                        |
| 11                                 | Scheveningen Haven - Station Den Haag HS                    | Statenkwartier, Regentessekwartier, Transvaalkwartier, Haagse Markt, Schilderswijk, Stationsbuurt |                                                                           |
| 12                                 | Den Haag Duindorp - Station Den Haag HS                     | Vogelwijk, Segbroek, Bomenbuurt, Valkenboskwartier, Transvaalkwartier, Haagse Markt, Schilderswijk, Stationsbuurt |                                                                           |
| 15                                 | Nootdorp - Station Den Haag Centraal                        | Ypenburg, P+R Hoornwijck, Hoornbrug, Rijswijk, Laakkwartier, Waldorpstraat/Station Hollands Spoor, Bierkade, Centrum, Buitenhof, Korte Voorhout | Rijdt na Centraal Station verder als lijn 16.                             |
| 16                                 | Station Den Haag Centraal - Wateringen                      | Kalvermarkt-Stadhuis, Bierkade, Station Hollands Spoor, Laakkwartier, Spoorwijk, Station Moerwijk, Moerwijk, Winkelcentrum Leyweg, Morgenstond, Hoge Veld, Wateringse Veld                                                                                                 | Rijdt na Centraal Station verder als lijn 15.                             |
| 17                                 | Den Haag Statenkwartier - Wateringen                        | Kunstmuseum, Zeeheldenkwartier, Centrum, Buitenhof, Korte Voorhout, Centraal Station, Rijswijkseplein, Station Hollands Spoor, Laakkwartier, Spoorwijk, Plaspoelpolder, Rijswijk Station, Bogaard stadscentrum, Eikelenburg, Wateringse Veld                               |                                                                           |
| 19                                 | Leidschendam - Station Delft                                | Mall of the Netherlands, Sijtwendetunnel, Leidschenveen, Station Ypenburg, Ypenburg, Rijswijk, Spoorzone Delft |                                                                           |
| RandstadRail Den Haag - Zoetermeer |                                                             | |                                                                           |
| 3                                  | Den Haag Loosduinen - Zoetermeer Centrum                    | Bohemen, Bomen-/Vruchtenbuurt, HMC Westeinde, Prinsegracht, Tramtunnel, Centraal Station, Beatrixkwartier, Laan van NOI, Voorburg 't Loo, Leidschendam-Voorburg, Forepark, Leidschenveen, Zoetermeerse Rijweg, Voorweg, Centrum-West, Seghwaert, Zoetermeerse Krakeling    | Rijdt via krakeling linksom.                                              |
| 4                                  | Den Haag De Uithof - Lansingerland-Zoetermeer               | Bouwlust, Leyenburg, Rustenburg en Oostbroek, HMC Westeinde, Prinsegracht, Tramtunnel, Centraal Station, Beatrixkwartier, Laan van NOI, Voorburg 't Loo, Leidschendam-Voorburg, Forepark, Leidschenveen, Zoetermeerse Rijweg, Voorweg, Centrum-West, Seghwaert, Oosterheem |                                                                           |
| 34                                 | Den Haag De Savornin Lohmanplein - Lansingerland-Zoetermeer | Bohemen, Bomen-/Vruchtenbuurt, HMC Westeinde, Prinsegracht, Tramtunnel, Centraal Station, Beatrixkwartier, Laan van NOI, Voorburg 't Loo, Leidschendam-Voorburg, Forepark, Leidschenveen, Zoetermeerse Rijweg, Voorweg, Centrum-West, Seghwaert, Oosterheem                | Rijdt alleen in de spits en ondersteunt lijnen 3 en 4.                    |

Bronnen: HTM en Lijnennetkaart

#### Bus
- Sinds 15 december 2019 wordt het busvervoer verzorgd door HTM.
- Alle bussen rijden met een vaste dienstregeling. Overdag wordt er om de kwartier gereden en in de avond na 20:00 uur en in de vroege ochtend weekend om de halfuur. Lijnen 23 en 25 rijden vaker tijdens de daluren en in het weekend overdag. Lijnen 20 t/m 26 rijden op bepaalde trajecten (geheel en/of gedeeltelijk) vaker tijdens de spits. Lijn 29 rijden alleen in de spits om de halfuur.
- De bussen rijden met twee type stadsbussen: de aardgasbussen MAN Lion's City CNG (1001-1115, 1117-1119 en 1132) en de elektrische bussen VDL Citea SLF-120 Electric (2001-2008).

| Lijn              | Route                                                          | Via | Opmerkingen |
| ----------------- | -------------------------------------------------------------- | --- | --- |
| Stadsbus Den Haag |                                                                | | |
| 20                | Duinzigt - Station Den Haag Centraal                           | Waalsdorperweg, HMC Bronovo, Benoordenhout, Malieveld | |
| 21                | Scheveningen Noord - Vrederust                                 | Kurhaus, Westbroekpark, Kunstmuseum/Museon, Valkenboskwartier, Vruchtenbuurt, Houtwijk, Leyenburg, Winkelcentrum Leyweg, Bouwlust, Revalidatiecentrum                                                                                       | |
| 22                | Den Haag Duindorp - Rijswijk De Schilp                         | Scheveningen, Kurhaus, Madurodam, Javastraat, Plein 1813, Kneuterdijk, Centrum, Centraal Station, Station Hollands Spoor, MegaStores, Laakkwartier, Rijswijk Station, Bogaard stadscentrum, Steenvoorde                                     | Rijdt van Duindorp om en om naar Station Rijswijk en Rijswijk de Schilp.                                                     |
| 23                | Scheveningen Noord - Den Haag Colijnplein (- Kijkduin)         | Kurhaus, HMC Bronovo, Bezuidenhout, Station Laan van NOI, Voorburg (Station, Diaconessenhuis), Rijswijk (Station, Bogaard stadscentrum, De Schilp), Moerwijk, Zuiderpark, Winkelcentrum Leyweg, Leyenburg, Vruchtenbuurt, Bohemen, Kijkduin | Het traject Den Haag Colijnplein - Den Haag Kijkduin wordt alleen in de zomermaanden gereden.                                |
| 24                | Den Haag Kijkduin - Station Den Haag Mariahoeve                | Bohemen, Vogelwijk, Kunstmuseum/Museon, Duinoord, Vredespaleis, Javastraat, Plein 1813, Kneuterdijk, Centrum, Centraal Station, Haagse Hout, Mariahoeve                                                                                     | |
| 25                | Grote Markt - Vrederust                                        | De Haagse Markt, Transvaalkwartier, Zuiderpark, Winkelcentrum Leyweg, Bouwlust, Lozerlaan | |
| 26                | Den Haag Kijkduin - Station Voorburg                           | Ockenburgh, Loosduinen, Leyenburg, Zuiderpark, Station Moerwijk, Laakkwartier, MegaStores, Station Hollands Spoor, Binckhorst | Rijdt in de avond en het weekend alleen op het traject Den Haag Kijkduin - Station Den Haag HS.                              |
| 28                | Den Haag Zuiderstrand - Station Voorburg                       | Westduinweg, World Forum, Vredespaleis, Javastraat, Plein 1813, Kneuterdijk, Centrum, Centraal Station, Binckhorst | |
| 29                | Den Haag Oude Waalsdorperweg - Station Rijswijk                | Waalsdorperweg, HMC Bronovo, Benoordenhout, Malieveld, Centraal Station, Station Hollands Spoor, MegaStores, Laakkwartier | Rijdt in de ochtendspits alleen richting Den Haag Oude Waalsdorperweg en in de middagspits alleen richting Station Rijswijk. |
| Nachtbus Den Haag |                                                                | | |
| N1                | Station Den Haag Centraal - Mariahoeve/Scheveningen            | Kalvermarkt-Stadhuis, Bezuidenhout, Kurhaus, Statenkwartier | Ringlijn in één richting, rijdt op vrijdag- en zaterdagnacht.                                                                |
| N2                | Station Den Haag Centraal - Leidschendam/Voorschoten/Wassenaar | Kalvermarkt-Stadhuis, Voorburg, Leidschendam-Voorburg, Leidschendam, Voorschoten | Ringlijn in één richting, rijdt op vrijdag- en zaterdagnacht.                                                                |
| N3                | Station Den Haag Centraal - Loosduinen/Madestein/Poeldijk      | Kalvermarkt-Stadhuis, Valkenboskwartier, Bohemen, Kijkduin, Zichtenburg, Houtwijk, Station Moerwijk | Ringlijn in één richting, rijdt op vrijdag- en zaterdagnacht.                                                                |
| N4                | Station Den Haag Centraal - Wateringen/Rijswijk                | Kalvermarkt-Stadhuis, Grote Markt, Winkelcentrum Leyweg, Station Rijswijk, Laakkwartier | Ringlijn in één richting, rijdt op vrijdag- en zaterdagnacht.                                                                |
| N5                | Station Den Haag Centraal - Ypenburg/Nootdorp/Delft            | Kalvermarkt-Stadhuis, Rijswijkseplein/Station Hollands Spoor, Rijswijk, Nootdorp, Pijnacker, Delfgauw, Delft Station | Ringlijn in één richting, rijdt op vrijdag- en zaterdagnacht.                                                                |
| N6                | Station Den Haag Centraal - Leidschenveen/Zoetermeer           | Kalvermarkt-Stadhuis, Leidschenveen, Rotonde Houtkade, Centrum-West, Oosterheem, Rokkeveen, Mandelabrug, | Ringlijn in één richting, rijdt op vrijdag- en zaterdagnacht.                                                                |

Bronnen bij HTM: HTM en Lijnennetkaart
Bron bij nachtbus: Lijnennetkaart

### Concessie Haaglanden Streek
De concessie Haaglanden streek omvat stads- en streekvervoer in het gebied Haaglanden met uitzondering van het stadsvervoer in Den Haag (Haaglanden Stad). Deze concessie wordt uitgevoerd door EBS.
De centrale knooppunten in de regio zijn: Station Den Haag Centraal, Station Delft, Den Haag Leyenburg, Zoetermeer Centrum-West en Naaldwijk Busstation.
Het busmaterieel in de regio bestaat uit elektrische bussen voor de stadsdiensten en hybride groengasbussen. Dat zijn:
- Mercedes-Benz Citaro C2 G NGT Hybrid (1101), voor R-net lijn 456
- Mercedes-Benz Citaro C2 G NGT Hybrid (1102-1110), voor de drukke lijnen
- Mercedes-Benz Citaro C2 NGT Hybrid (5101-5125), voor R-net lijnen 455 en 456
- Mercedes-Benz Citaro C2 NGT Hybrid (5126-5183), voor de meeste streeklijnen
- VDL Citea LLE-99 Electric (6001-6023), voor de stadslijnen van Delft en Zoetermeer
- VDL Midcity (9201-9207), voor de rustige lijnen, buurtbus 284 en Delfthopper.

De lijnnummering in de regio is volgens het volgende nummeringssysteem:
- 30 series: Ten zuiden van Den Haag/Westland
- 40 series: Ten noorden van Den Haag
- 50 series: Ten oosten van Den Haag
- 60 series: Stadsdienst Delft
- 70 series: Stadsdienst Zoetermeer
- 100 series: Speciale lijnen
- 200 series: Buurtbussen
- 400 series: R-net
- 800 series: Veilinglijnen

| Lijn | Route                                                    | Via | Opmerkingen                                                                           |
| --- | -------------------------------------------------------- | --- | ------------------------------------------------------------------------------------- |
| Stadsdienst Delft |                                                          | |                                                                                       |
| 60 | Station Delft - Nootdorp Metro                           | Zuidpoort, Botanische Tuin, Bomenwijk, GGZ Delfland, Defensie, De Bras, Nootdorp Centrum, Station Den Haag Ypenburg |                                                                                       |
| 61 | Station Delft - Station Rijswijk                         | Hof van Delft, Hoornse Hof, Kuyperwijk, Rijswijk Sion                                                               |                                                                                       |
| 62 | Station Delft - Delfgauw                                 | Zuidpoort, Wippolder, Emerald                                                                                       |                                                                                       |
| 63 | Station Delft - Camping                                  | Zuidpoort, Botanische Tuin, Poortcenter, IKEA, Delftse Hout                                                         | Rijdt niet na 22:30 uur.                                                              |
| 64 | Station Delft - Tanthof                                  | De Hoven Passage, Voorhof                                                                                           |                                                                                       |
| 69 | Station Delft - Technopolis                              | Zuidpoort, Julianalaan, TU Delft                                                                                    | Rijdt alleen op werkdagen van 7:00 tot 0:00 uur.                                      |
| Zie Stadsdienst Delft voor meer informatie. |                                                          | |                                                                                       |
| Stadsdienst Zoetermeer |                                                          | |                                                                                       |
| 70 | Centrum-West - Noordhove                                 | HagaZiekenhuis Zoetermeer                                                                                           |                                                                                       |
| 71 | Centrum-West - Station Lansingerland-Zoetermeer          | Station, Rokkeveen                                                                                                  |                                                                                       |
| Zie Stadsdienst Zoetermeer voor meer informatie. |                                                          | |                                                                                       |
| Streeklijnen |                                                          | |                                                                                       |
| 30 | Zoetermeer, Centrum-West - Naaldwijk, Busstation         | Voorweg, Leidschenveen, Ypenburg (Station), Rijswijk (Station), Wateringen, Kwintsheul, Honselersdijk               |                                                                                       |
| 31 | Den Haag, Leyenburg - Hoek van Holland, Station Haven    | Monster, 's-Gravenzande                                                                                             |                                                                                       |
| 33 | Delft, Station - Maassluis, Centrum                      | Den Hoorn, Schipluiden, Maasland (Viaduct)                                                                          |                                                                                       |
| 34 | Monster, Emmaplein - Maassluis, Centrum                  | Naaldwijk (Busstation), Maasdijk                                                                                    | Rijdt niet in de avond en op zondag.                                                  |
| 37 | Den Haag, Leyenburg - Delft, Station                     | Wateringse Veld, Harnaschpolder, Den Hoorn, Buitenhof, Reinier de Graaf Gasthuis                                    |                                                                                       |
| 43 | Den Haag, Centraal Station - Leiden, Centraal Station    | Wassenaar |                                                                                       |
| 44 | Den Haag, Centraal Station - Wassenaar, Duinrell         | | Rijdt niet na 19:30 uur.                                                              |
| 45 | Den Haag, Centraal Station - Leiden, Centraal Station    | Voorburg (Station), Leidschendam, Voorschoten                                                                       |                                                                                       |
| 46 | Den Haag, Centraal Station - Wassenaar, Duinrell         | Voorburg (Station), Leidschendam, Voorschoten (Station)                                                             | Rijdt niet na 19:30 uur.                                                              |
| 51 | Den Haag, Grote Markt - Rijswijk, Station                | De Haagse Markt |                                                                                       |
| 53 | Rijswijk, Station - Delft, Station                       | 't Haantje | Spitslijn, is tijdens de daluren een Delfthopper.                                     |
| Zie Streekvervoer Haaglanden voor meer informatie. |                                                          | |                                                                                       |
| Duinrell-lijn |                                                          | |                                                                                       |
| 144 | Den Haag, Centraal Station - Wassenaar, Duinrell         | | Rijdt alleen in de zomermaanden.                                                      |
| Zie Streekvervoer Haaglanden voor meer informatie. |                                                          | |                                                                                       |
| Buurtbus |                                                          | |                                                                                       |
| 284 | Delfgauw, Kerkelijk Centrum - Den Haag, Station Ypenburg | Oude Leede, Pijnacker, Gemeentekantoor, Nootdorp                                                                    | Rijdt niet 's avonds en in het weekend.                                               |
| Zie Streekvervoer Haaglanden voor meer informatie. |                                                          | |                                                                                       |
| R-net |                                                          | |                                                                                       |
| 455 | Zoetermeer, Centrum-West - 's-Gravenzande, De Brug       | Pijnacker, Delfgauw, TU Delft, Station Delft, Den Hoorn, De Lier, Naaldwijk (Busstation)                            | Niet alle ritten rijden vanaf Delft door naar 's-Gravenzande.                         |
| 456 | Den Haag, Leyenburg - Schiedam, Station Centrum          | Poeldijk, Honselersdijk, Naaldwijk (Busstation), Maasland (Viaduct),                                                |                                                                                       |
| Zie Streekvervoer Haaglanden voor meer informatie. |                                                          | |                                                                                       |
| Veilinglijnen (Niet voor passagiersdienst) |                                                          | |                                                                                       |
| 825 | Honselersdijk, FloraHolland ← Spijkenisse, Halfweg 2     | Hoogvliet, Vlaardingen Holy                                                                                         | Wordt met personeel en materieel ingezet van de concessie Voorne-Putten en Rozenburg. |
| 826 | Honselersdijk, FloraHolland ← Schiedam, Station Centrum  | Vlaardingen, Maasland, Maassluis                                                                                    |                                                                                       |
| 827 | Honselersdijk, FloraHolland ← Den Haag, Broeksloot       | |                                                                                       |
| Zie Streekvervoer Haaglanden voor meer informatie. |                                                          | |                                                                                       |
| Delfthopper |                                                          | |                                                                                       |
| In Delft rijdt de Delfthopper en rijdt van/naar de haltes waar geen trams/bussen stoppen. Dat gaat via verschillende routes naar de gebieden en wijken Buitenhof, Voordijkshoorn, Reinier de Graaf Gasthuis, Markt, Stadhuis, Delftse Hout, Prinsenhof, 't Haantje, station Rijswijk en station Delft. Het is geen gewone bus met een vaste dienstregeling. De Delfthopper is (minimaal een half uur) van tevoren te bestellen via de telefoon of via de website. |                                                          | |                                                                                       |

In het Westland zijn er drie overstaphaltes waar de bussen op elkaar wachten en aansluiting geven. Dit zijn:
- De Brug in 's-Gravenzande (31 & 455)
- het busstation in Naaldwijk (30, 34, 455 & 456) (tevens symmetrieknooppunt: elk (half)uur komen alle bussen samen om elkaar aansluiting te geven)
- metrostation Maassluis Centrum (33 & 34)

Bronnen: EBS, Lijnennetkaart Delft, Lijnennetkaart Zoetermeer en Lijnennetkaart Haaglanden

## Rotterdam en omgeving

### Concessie Rotterdam Stad
De concessie Rotterdam stad omvat stadsvervoer in Rotterdam. Deze concessie wordt uitgevoerd door de RET.

#### Rail Rotterdam
| Lijn                | Route                                                    | Via | Opmerkingen |
| ------------------- | -------------------------------------------------------- | --- | --- |
| Metrolijnen (R-net) |                                                          | | |
| M                   | Binnenhof - Vlaardingen West                             | Alexander, Capelsebrug, Kralingse Zoom, Blaak, Beurs, Dijkzigt, Marconiplein, Schiedam | Rijdt 's avonds, na 20:00 uur en in het weekend 's ochtends, voor 10:00 uur, niet verder dan de Kralingse Zoom.                 |
| 01                  | Nesselande - Hoek van Holland Strand                     | Alexander, Capelsebrug, Kralingse Zoom, Blaak, Beurs, Dijkzigt, Marconiplein, Schiedam, Vlaardingen, Maassluis | |
| 02                  | De Terp - De Akkers                                      | Capelsebrug, Kralingse Zoom, Blaak, Beurs, Dijkzigt, Marconiplein, Schiedam Centrum, Pernis, Hoogvliet, Spijkenisse Centrum                                                                                                   | |
| 03                  | Rotterdam Centraal - De Akkers                           | Beurs, Leuvehaven, Wilhelminaplein, Maashaven, Zuidplein, Slinge, Poortugaal, Hoogvliet, Spijkenisse Centrum | |
| 03bis               | Den Haag Centraal - Rotterdam Slinge                     | Laan van NOI, Voorburg 't Loo, Leidschendam-Voorburg, Forepark, Leidschenveen, Nootdorp, Pijnacker, Berkel/Rodenrijs, Melanchtonweg, Blijdorp, Rotterdam Centraal, Beurs, Leuvehaven, Wilhelminaplein, Maashaven, Zuidplein   | Onderdeel RandstadRail. |
| Tramlijnen          |                                                          | | |
| 1                   | De Esch - Vlaardingen, Holy                              | Woudestein, Oostplein, Station Blaak, Beurs, Stadhuis, Weena, Rotterdam Centraal, West-Kruiskade, Mathenesserplein, Mathenesserbrug, Marconiplein, Koemarkt, Broersvest, Station Schiedam Centrum, Parkweg, Station Nieuwland | |
| 2                   | Keizerswaard - Charlois                                  | IJsselmonde, Kreekhuizenlaan, Station Lombardijen, Randweg, Hillevliet, Maashaven, Pleinweg, Dorpsweg | |
| 3                   | Rotterdam Centraal - Beverwaard                          | Weena, Stadhuis, Beurs, Leuvehaven, Wilhelminaplein, Laan op Zuid, Stadion Feijenoord, Keizerswaard, P+R Beverwaard | Rijdt na Rotterdam Centraal verder als lijn 5.                                                                                  |
| 4                   | Heemraadsplein - Molenlaan                               | Mathenesserlaan, Eendrachtsplein, Kruisplein, Rotterdam Centraal, Weena, Heer Bokelweg, Noordsingel, Bergweg, Station Noord                                                                                                   | |
| 5                   | Rotterdam Centraal - Carnisselande                       | Kruisplein, Lijnbaan, Beurs, Leuvehaven, Wilhelminaplein, Laan op Zuid, Beijerlandselaan, Randweg, Groene Hilledijk, Langenhorst                                                                                              | Rijdt na Rotterdam Centraal verder als lijn 3.                                                                                  |
| 6                   | Heemraadsplein - Kleiweg                                 | Mathenesserlaan, Eendrachtsplein, Kruisplein, Rotterdam Centraal, Weena, Heer Bokelweg, Noordsingel, Bergweg, Station Noord                                                                                                   | |
| 7                   | Marconiplein - Woudestein                                | Mathenesserbrug, Mathenesserplein, West-Kruiskade, Rotterdam Centraal, Weena, Pompenburg, Meent, Noorderbrug, Crooswijk, Voorschoterlaan, Oudedijk, Erasmus Universiteit                                                      | |
| 8                   | Spangen - Schiebroek                                     | Marconiplein, Delfshaven, Schiemond, Westzeedijk, Euromast/Erasmus MC, Vasteland, Museumpark, Eendrachtsplein, Kruisplein, Rotterdam Centraal, Weena, Schiekade, Franciscus Gasthuis, Melanchthonweg                          | |
| 10                  | RoMeO                                                    | Museumroute | Rijdt alleen in de zomer als toeristische tram, daarnaast als afhuurbare tram. Wordt gereden met historische Rotterdamse trams. |
| 11                  | De Esch - Schiedam, Woudhoek                             | Woudestein, Oostplein, Station Blaak, Beurs, Stadhuis, Weena, Rotterdam Centraal, West-Kruiskade, Mathenesserplein, Mathenesserbrug, Marconiplein, Koemarkt, Broersvest, Station Schiedam Centrum, Parkweg, Station Nieuwland | Rijdt niet 's avonds na 19:00 uur en zondagochtend.                                                                             |
| 12                  | Rotterdam Centraal - Stadion Feijenoord - P+R Beverwaard | Weena, Stadhuis, Beurs, Leuvehaven, Wilhelminaplein, Laan op Zuid, Keizerswaard | Feyenoord-tramlijn, rijdt alleen tijdens thuiswedstrijden en grote evenementen in de Kuip.                                      |

Bronnen: RET, Lijnennetkaart Tramlijnen en Lijnennetkaart Metrolijnen
De lijnletters A t/m E van het huidige lijnennet werden op 13 december 2009 ingevoerd. De verschillende lijnen hebben geen eigen sporen, maar delen trajecten met elkaar. Enkele lijnen hebben meer eindpunten. Lijn A rijdt op bepaalde tijden alleen tussen Kralingse Zoom en Binnenhof, terwijl op lijn D een deel van de metro's vanaf Rotterdam Centraal niet verder rijdt dan station Slinge.
Elk van de lijnen A t/m E (met uitzondering van lijn D) rijdt van maandag t/m vrijdag van 7:00 tot 19:00 uur om de 10 minuten. Op zaterdag is dit van 11:00 tot 18:00 uur: er wordt dan tussen 6:00 en 11:00 uur om de 15 minuten gereden. Op zondag is er tussen 10:00 en 18:00 uur een 15-minutendienst op elk van deze routes. In de avond en op zondagochtend worden elke 15 minuten gereden, waarbij de metro's vanuit Binnenhof (Metrolijn A) niet verder rijdt dan Kralingse Zoom.
Lijn D rijdt, in tegenstelling tot de overige metrolijnen, veel vaker: om de 5 minuten in de spits en om de 10 minuten in de daluren. Op zaterdag is dit van 11:00 tot 18:00 uur: er wordt dan tussen 6:00 en 11:00 uur om de 15 minuten gereden. Op zondag is er een 7.5-minutendienst op lijn D, waarbij de een deel van de metro's tussen Rotterdam Centraal en Slinge rijden. In de avond wordt er elke 15 minuten gereden.
Op de lijnen A t/m E kan met maximaal drie (5300 en 5400 series) of twee (5500, 5600 en 5700 series) gekoppelde rijtuigen in treinschakeling gereden worden. Meer is niet mogelijk, omdat de meeste perrons in het oosten maar 90 meter lang zijn. Doordeweeks rijden de meeste metrotreinen met drie rijtuigen (5300 en 5400 series) of twee rijtuigen (5500, 5600 en 5700 series) gereden. Op zaterdag wordt dit met enkele rijtuigen (5500, 5600 en 5700 series) uitgevoerd. In de avond en op zondag wordt op alle lijnen doorgaans met ook met enkele rijtuigen (5500, 5600 en 5700 series) gereden. De avonddienst Binnenhof - Kralingse Zoom wordt met ook enkele rijtuigen (5500, 5600 en 5700 series) gereden.

#### Bus Rotterdam en omstreken

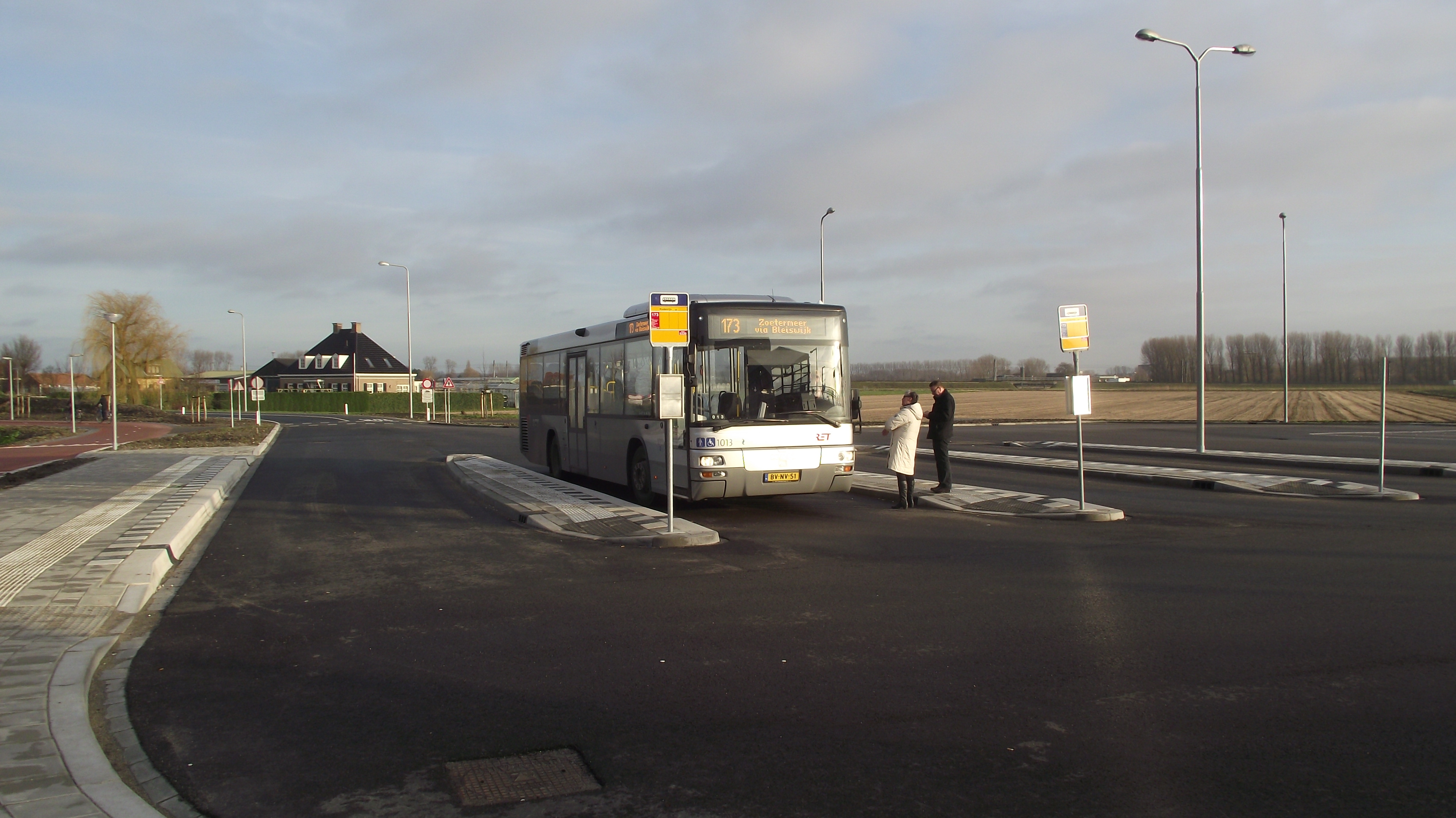
ZoRo-bus 173 klaar voor vertrek bij het busstation bij Rodenrijs, een halte van RandstadRail.

Sinds 9 december 2012 werden de concessies Rotterdam Stadsbus en Streekvervoer SRR overig samengevoegd tot één concessie genaamd Bus Rotterdam. Op 14 maart 2012 werd bekend dat de RET in Rotterdam en omstreken mag blijven en gaan rijden. Zo blijft de RET in Rotterdam. Sinds 9 december 2012 is de ZoRo-bus geopend. Op de deze busbaan rijden de buslijnen 170 en 173 (gedeeltelijk) van de RET.
| Lijn                          | Route                                                                  | Via | Opmerkingen |
| ----------------------------- | ---------------------------------------------------------------------- | --- | --- |
| 6-4-2 Bus                     |                                                                        | | |
| 32                            | Overschie - Station Zuid                                               | Mathenesserplein, Heemraadsplein, Dijkzigt, Eendrachtsplein, Station Blaak, Feijenoord                           | |
| 33                            | Rotterdam Centraal - Meijersplein/Airport                              | Diergaarde Blijdorp, Overschie, Rotterdam The Hague Airport                                                      | |
| 38                            | Station Schiedam Centrum - Crooswijk                                   | Rotterdam Centraal                                                                                               | De helft van de ritten rijden niet verder dan Rotterdam Centraal. Na 19:30 uur en op zondag wordt niet tussen Rotterdam Centraal en Crooswijk gereden.                           |
| 44                            | Zuidplein - Rotterdam Centraal                                         | Carnisser, Dijkzigt, Tiendplein                                                                                  | |
| 56                            | Station Vlaardingen West - Holy-Noord                                  | Station Vlaardingen Oost                                                                                         | |
| 66                            | Zuidplein - Feijenoord                                                 | Ikazia Ziekenhuis, Lange Hilleweg, Station Zuid                                                                  | |
| 68                            | Zuidplein - RDM Campus                                                 | Slinge, Waalhaven, Heijplaat                                                                                     | |
| 70                            | Charlois - Keizerswaard                                                | Zuidplein, Slinge, Zuidwijk, Station Lombardijen                                                                 | |
| 76                            | Zuidplein - Keizerswaard                                               | Ikazia Ziekenhuis, Zuiderziekenhuis, Vreewijk, Station Lombardijen, Groot-IJsselmonde                            | |
| 77                            | Zuidplein - SS Rotterdam                                               | Ikazia Ziekenhuis, Rijnhaven                                                                                     | Alleen een 6-4-2 bus tussen Rijnhaven en ss Rotterdam. |
| 82                            | Zuidplein - Zuidplein                                                  | Slinge, Barendrecht, Rhoon, Slinge                                                                               | Ringlijn. |
| 84                            | Zuidplein - Station Barendrecht                                        | | |
| 97                            | Capelsebrug → Capelsebrug                                              | Krimpen aan den IJssel                                                                                           | Ringlijn in één richting samen met buslijn 98. |
| 98                            | Capelsebrug → Capelsebrug                                              | Krimpen aan den IJssel                                                                                           | Ringlijn in één richting samen met buslijn 97. |
| 142                           | Zuidplein - Slikkerveer                                                | Lombardijen, Keizerswaard, Bolnes                                                                                | In Slikkerveer is lijn 142 gekoppeld aan lijn 140. Rijdt niet 's avonds en op zondag.                                                                                            |
| 144                           | Zuidplein - Ridderkerk Drievliet                                       | Lombardijen, Keizerswaard, Bolnes, Slikkerveer, Ridderkerk                                                       | Rijdt na 20:00 en op zondag niet tussen Ridderkerk Koningsplein en Drievliet. |
| 146                           | Zuidplein - Ridderkerk Drievliet                                       | | |
| 156                           | Station Vlaardingen West - Holy-Noord                                  | Station Vlaardingen Oost                                                                                         | Rijdt alleen van maandag t/m zaterdag overdag. |
| 183                           | Kralingse Zoom - Zuidplein                                             | HES, Keizerswaard, Station Lombardijen, Barendrecht, Portland, Slinge                                            | Alleen een 6-4-2 bus tussen Zuidplein en Portland, rijdt alleen van maandag t/m zaterdag overdag.                                                                                |
| Gemaksbus (dagelijkse dienst) |                                                                        | | |
| 30                            | Station Alexander - Capelle Schollevaar                                | | |
| 35                            | Station Alexander - Melanchthonweg                                     | Schiebroek, Hillegersberg, Terbregge, Ommoord                                                                    | |
| 36                            | Station Alexander - Kralingse Zoom                                     | Het Lage Land, Prinsenland                                                                                       | |
| 54                            | Station Schiedam Centrum - De Gorzen                                   | | |
| 61                            | Hoogvliet Metro → Hoogvliet Metro                                      | Oudeland, Westpunt                                                                                               | Ringlijn in één richting samen met buslijn 62. |
| 62                            | Hoogvliet Metro → Hoogvliet Metro                                      | Westpunt, Oudeland                                                                                               | Ringlijn in één richting samen met buslijn 61. |
| 63                            | Hoogvliet Metro → Hoogvliet Metro                                      | Meeuwenplaat, Zalmplaat                                                                                          | Ringlijn |
| Gemaksbus (beperkte dienst)   |                                                                        | | |
| 31                            | Station Alexander - Oostgaarde                                         | Capelle Centrum                                                                                                  | Rijdt niet na 20:00 op zondag. |
| 40                            | Delft Station - Rotterdam Centraal                                     | De Zweth, Overschie                                                                                              | Rijdt alleen van maandag t/m vrijdag overdag. |
| 42                            | Bedrijventerrein Rotterdam Noord-West - Marconiplein                   | Overschie, Spaanse Polder                                                                                        | Rijdt alleen van maandag t/m vrijdag. |
| 51                            | Station Schiedam Centrum - Woudhoek                                    | Station Schiedam Nieuwland                                                                                       | Rijdt niet 's avonds na 19:00 uur en op zondag. |
| 52                            | Station Schiedam Centrum - Woudhoek                                    | 's-Graveland, Hof van Spaland                                                                                    | In de avond pendeldienst tramlijn 11. |
| 53                            | Station Schiedam Centrum - Woudhoek                                    | | Rijdt niet 's avonds na 19:00 uur en op zaterdag en zondag. |
| 64                            | Hoogvliet Metro - Poortugaal De Kijvelanden                            | Tussenwater, Poortugaal Metro                                                                                    | Rijdt niet 's avonds en in het weekend. |
| 67                            | Zuidplein - Pendrecht                                                  | Charloisse Poort                                                                                                 | Rijdt alleen in de spits. |
| 71                            | Zuidplein - Waalhaven Noordzijde                                       | Pleinweg | Rijdt alleen in de doordeweekse daluren. |
| 75                            | Kralingse Zoom - Zuidplein                                             | HES, Stadion Feijenoord, Breeplein, Ikazia Ziekenhuis                                                            | Rijdt niet 's avonds na 19:00 uur en in het weekend. |
| 83                            | Kralingse Zoom - Keizerswaard                                          | HES | Rijdt niet op zaterdag overdag. |
| 96                            | Capelsebrug - Krimpen aan den IJssel, Stormpolder                      | Krimpen Centrum                                                                                                  | Rijdt alleen in de spits. |
| 126                           | Schiedam, Station Centrum - Maassluis, Station West                    | Station Vlaardingen Oost, Liesveldviaduct, Maasland Viaduct                                                      | Rijdt niet na 20:00 (doordeweeks) of 19:30 (zaterdag) en op zondag. |
| 140                           | Kralingse Zoom - Slikkerveer                                           | Bolnes, Ridderkerk                                                                                               | In Slikkerveer is lijn 140 gekoppeld aan lijn 142. Rijdt alleen van maandag t/m vrijdag overdag.                                                                                 |
| 143                           | Zuidplein - Ridderkerk Sporthal Drievliet                              | Lombardijen, Keizerswaard                                                                                        | Rijdt alleen in de spits |
| 145                           | Kralingse Zoom - Dordrecht, Station                                    | Ridderkerk | Rijdt alleen van maandag t/m vrijdag overdag. |
| 174                           | Delft, Station - Station Noord                                         | TU Delft, Berkel Westpolder, Berkel, Bergschenhoek                                                               | vrijdag tussen 6:00 en 19:30 wordt \|er ook tussen Berkel Westpolder en \|Delft gereden. Rijdt niet na 20:30.                                                                    |
| 183                           | Kralingse Zoom - Zuidplein                                             | HES, Keizerswaard, Station Lombardijen, Barendrecht, Carnisselande, Portland, Slinge                             | zaterdag. Elke dag in de richting \|van Zuidplein rijd deze lijn tot \|20:00 en richting Kralingse zoom \|rijd deze lijn tot 21:00                                               |
| 187                           | Zuidplein - Ridderkerk, Nieuw-Reijerwaard                              | Station Barendrecht                                                                                              | Rijdt alleen in de spits. 's Ochtends richting Ridderkerk Nieuw-Reijerwaard gereden, 's middags richting Rotterdam Zuidplein.                                                    |
| 283                           | Barendrecht, Station - Zuidplein                                       | Portland, Slinge                                                                                                 | Rijdt alleen in de spits. |
| 533                           | Rotterdam Meijersplein - Rotterdam The Hague Airport                   | | Rijdt alleen van maandag t/m vrijdag overdag. Rijdt met zelfrijdende bussen. |
| 547                           | Station Blaak - Noordereiland                                          | Koninginnebrug                                                                                                   | Rijdt niet na 19:00 en op zondag. |
| R-net                         |                                                                        | | |
| 170                           | Zoetermeer, Centrum-West - Rodenrijs, Metrostation                     | Station Zoetermeer, Station Zoetermeer Oost, Station Lansingerland-Zoetermeer, ZoRo-busbaan, Berkel en Rodenrijs | |
| 173                           | Zoetermeer, Station Lansingerland-Zoetermeer - Rodenrijs, Metrostation | Bleiswijk, Bergschenhoek, ZoRo-busbaan, Berkel en Rodenrijs                                                      | |
| Snelbus                       |                                                                        | | |
| 69                            | Zuidplein - Pernis                                                     | Waalhaven | Rijdt alleen in de spits. Om 5:30 rijdt een rit van het Zuidplein naar de Marco Polostraat en net na middernacht rijdt een extra rit van de Marco Polostraat naar het Zuidplein. |
| 72                            | Zuidplein - Zuidplein                                                  | Slinge, Waalhaven Oostzijde, Waalhaven Noordzijde, Sluisjesdijk, Charloisse Hoofd                                | Ringlijn in beide richtingen. Rijdt alleen in de spits. |
| 290                           | Zuidplein - Ridderkerk, Donkersloot                                    | | Rijdt alleen in de spits. 's Ochtends richting Ridderkerk Donkersloot en 's middags richting Rotterdam Zuidplein.                                                                |
| Buurtbus                      |                                                                        | | |
| 567                           | Zuidplein - Zuidwijk                                                   | Charlois, Pendrecht, Slinge                                                                                      | Rijdt niet 's avonds en op zondag. |
| 602                           | Poortugaal metro - Rhoon Portland                                      | Poortugaal, Rhoon, Rhoon metro                                                                                   | Rijdt niet 's avonds en op zondag. |
| 603                           | Ridderkerk, Waterschap - Barendrecht, Carnisselande                    | Station Barendrecht, Centrum, Paddewei, Smitshoek                                                                | Rijdt niet 's avonds en in het weekend. |
| 606                           | Capelle aan den IJssel, Schollevaar - IJsselland Ziekenhuis            | Bergenbuurt, De Terp, Capelle Centrum                                                                            | Rijdt niet 's avonds en in het weekend. |
| 607                           | Capelsebrug - Capelle aan den IJssel, IJsselland Ziekenhuis            | Kralingseveer, Capelle-West, 's-Gravenland, Slotlaan                                                             | Rijdt niet 's avonds en in het weekend. |
| 608                           | Ridderkerk, Olmenlaan - Barendrecht, Station                           | Rijsoord | Rijdt niet 's avonds en op zondag. |
| 609                           | Slikkerveer - Barendrecht, Station                                     | Ridderkerk, Rijsoord                                                                                             | Rijdt niet 's avonds en in het weekend. |
| 610                           | Ridderkerk, Koningsplein - Barendrecht, Station                        | De Riederborgh, Waterschap                                                                                       | Rijdt allen in de spits. |
| 612                           | Poortugaal metro - Rhoon, Binnenbaan                                   | Poortugaal, Rhoon, Rhoon metro, Overhoeken                                                                       | Rijdt alleen in het weekend overdag. |
| Schoolbus                     |                                                                        | | |
| 668                           | Zuidplein/Slinge Metro - RDM Campus                                    | | |

Bronnen: RET en Lijnennetkaart Buslijnen

### Concessie Personenvervoer over water in Rotterdam en Schiedam
De concessie Personenvervoer over water in Rotterdam en Schiedam omvat enkele veerdiensten op de Nieuwe Maas in Rotterdam en Schiedam. Deze concessie wordt uitgevoerd door Watertaxi Rotterdam.
| Zone    | Route                                  |
| ------- | -------------------------------------- |
| Oost    | Plantagelaan - Piekstraat              |
| Centrum | Charloisse Hoofd - Katendrechtse Hoofd |
| Centrum | Centrum - Hotel New York               |
| Centrum | Hotel New York - RDM/Heijplaat         |
| West    | Marconistraat/M4H - RDM/Heijplaat      |

Bron: Watertaxi Rotterdam

### Concessie ParkShuttle Rivium
De concessie ParkShuttle Rivium omvat de ParkShuttle tussen het Rotterdamse metrostation Kralingse Zoom en het bedrijventerrein Rivium in Capelle aan den IJssel. Deze concessie wordt uitgevoerd door Transdev.
| Route                                                            | Via        |
| ---------------------------------------------------------------- | ---------- |
| Rotterdam, metro Kralingse Zoom - Capelle aan den IJssel, Rivium | Fascinatio |

Bron: Transdev

### Concessie Voorne-Putten en Rozenburg

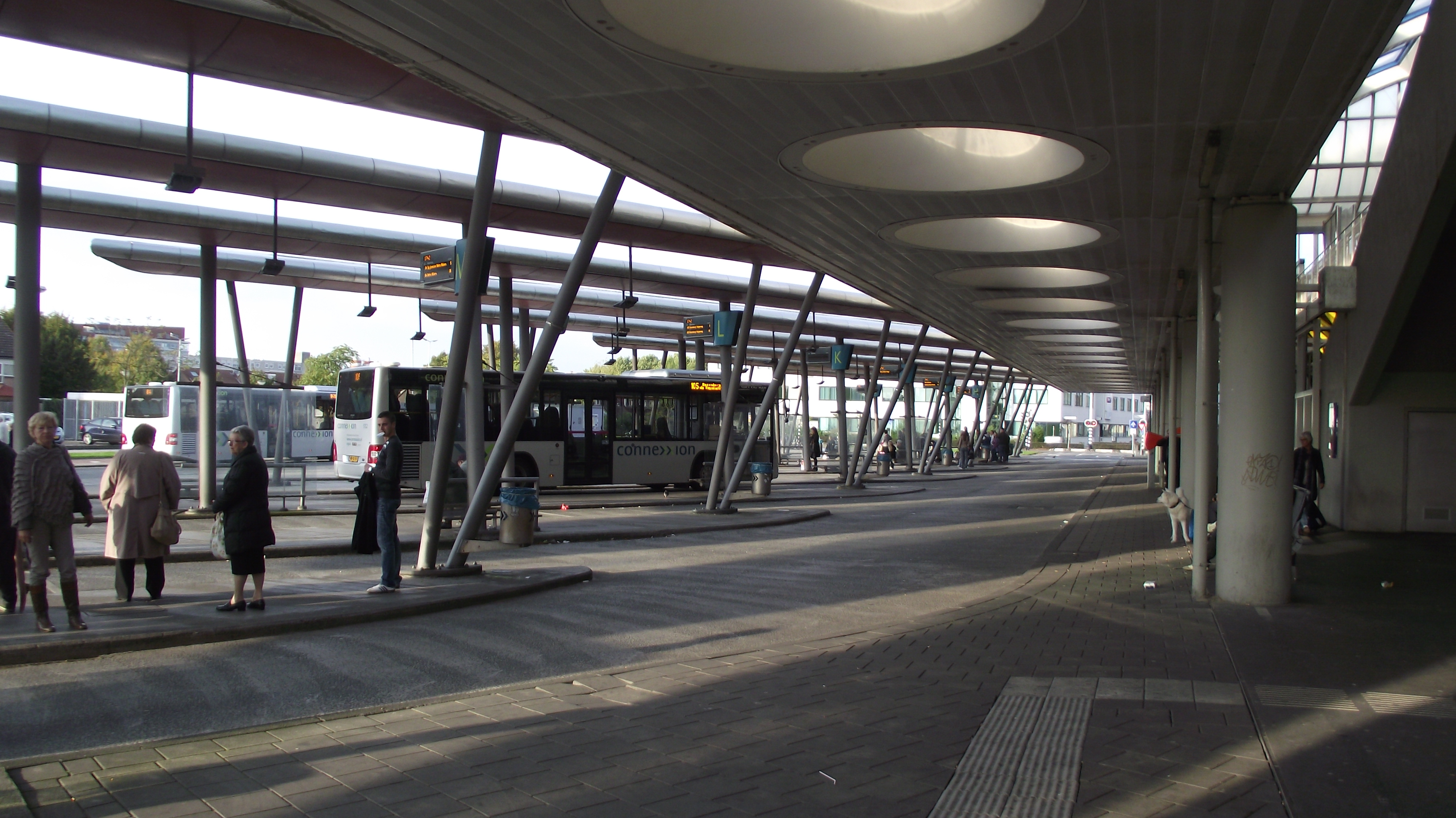
Het busstation bij de metro Spijkenisse Centrum geeft talrijke aansluitingen naar bestemmingen in Voorne-Putten.

De concessie Voorne-Putten en Rozenburg omvat stads- en streekvervoer op Voorne-Putten en in de Rotterdamse deelgemeente Rozenburg. Deze concessie wordt sinds 9 december 2018 uitgevoerd door EBS.
Metrostation Spijkenisse Centrum is het centrale busstation van de concessie, waarvandaan alle streekbussen vertrekken. Tussen Spijkenisse en het kanaal door Voorne is er parallel aan de N218 een vrijgelegen busbaan. Deze busbaan heeft bij de tussengelegen kruispunten een korte tunnel, om zo niet te kruisen met de wegen voor het autoverkeer.

In Spijkenisse rijdt daarnaast de Spijkhopper, een flexibele bus van vervoerder EBS die o.a. de wijken De Akkers, Vogelenzang, Centrum, Vriesland, Sterrenkwartier en De Elementen bedient alsook de plaats Hekelingen.
| Lijn | Route                                                                  | Via                                                                | Opmerkingen                                                                             |
| --- | ---------------------------------------------------------------------- | ------------------------------------------------------------------ | --------------------------------------------------------------------------------------- |
| Stadsdienst Spijkenisse |                                                                        |                                                                    |                                                                                         |
| 84 | Metro Centrum - Maaswijk                                               |                                                                    |                                                                                         |
| 87 | De Akkers - Halfweg                                                    | Waterland, Groenewoud, Metro Centrum, Hoogwerf, Schiekamp          |                                                                                         |
| Stadsdienst Hellevoetsluis |                                                                        |                                                                    |                                                                                         |
| 91 | Oudenhoorn Julianastraat - Hellevoetsluis Winkelcentrum                | Kickersbloem, Den Bonsen Hoek, Amnesty Internationallaan           |                                                                                         |
| Streeklijnen |                                                                        |                                                                    |                                                                                         |
| 102 | Schiedam, Station Centrum - Rockanje, Alardusdreef                     | Brielle, Oostvoorne                                                | Rijdt niet 's avonds en in het weekend.                                                 |
| 105 | Spijkenisse, Metro Centrum - Schiedam, Station Centrum                 | Botlek, Rozenburg                                                  | Rijdt niet 's avonds en in het weekend.                                                 |
| 106 | Spijkenisse, Metro Centrum - Rozenburg, Professor Gerbrandyweg         | Simonshaven, Zuidland, Oudenhoorn, Hellevoetsluis, Brielle         | Rijdt niet 's avonds.                                                                   |
| 115 | Spijkenisse, Metro Centrum - Rozenburg, Noordererf                     | Botlek                                                             | Rijdt alleen 's avonds en in het weekend.                                               |
| 116 | Spijkenisse, Metro Centrum - Zuidland, Harregat                        | Hekelingen                                                         | Rijdt buiten de vakanties niet in de spitsuren.                                         |
| Belbus |                                                                        |                                                                    |                                                                                         |
| 107 | Geervliet - Oudenhoorn                                                 | Heenvliet, Abbenbroek, Zuidland                                    | Rijdt niet 's avonds en op zondag                                                       |
| Buurtbus |                                                                        |                                                                    |                                                                                         |
| 192 | Brielle, Busstation Rugge - Vierpolders, 't Dijckhuis                  |                                                                    | Rijdt niet 's avonds en in het weekend.                                                 |
| Spitslijnen |                                                                        |                                                                    |                                                                                         |
| 204 | Spijkenisse, Metro Centrum - Hellevoetsluis, Amnesty Internationallaan | Geervliet, Heenvliet                                               |                                                                                         |
| 205 | Spijkenisse, Metro Centrum - Rozenburg, Volgerweg                      | Botlek                                                             |                                                                                         |
| 281 | Spijkenisse, Metro Centrum - De Elementen                              |                                                                    |                                                                                         |
| 285 | Spijkenisse, Metro Centrum - Hekelingen Dorpsstraat                    | De Hoek, Vogelenzang, Vriesland                                    |                                                                                         |
| R-net |                                                                        |                                                                    |                                                                                         |
| 403 | Spijkenisse, Metro Centrum - Rockanje, Alardusdreef                    | Geervliet, Heenvliet, Zwartewaal, Vierpolders, Brielle, Oostvoorne |                                                                                         |
| 404 | Spijkenisse, Metro Centrum - Rockanje, Dorpsplein                      | Geervliet, Heenvliet, Hellevoetsluis                               |                                                                                         |
| Zomerlijn |                                                                        |                                                                    |                                                                                         |
| 803 | Spijkenisse, Metro Centrum - Rockanje, Tweede Slag                     | Geervliet, Heenvliet, Zwartewaal, Vierpolders, Brielle             | Rijdt enkel in de weekenden van juni t/m augustus (in de zomervakantie ook doordeweeks) |
| Maasvlaktehopper |                                                                        |                                                                    |                                                                                         |
| Op de Maasvlakte rijdt de Maasvlaktehopper en rijdt van/naar haltes waar geen bussen stoppen. Het verbindt diverse haltes op de Maasvlakte met Brielle, Maasland en Maassluis. Het is geen gewone bus met een vaste dienstregeling. De Maasvlaktehopper is (minimaal een half uur) van tevoren te bestellen via de telefoon of via de website.                          |                                                                        |                                                                    |                                                                                         |
| Spijkhopper |                                                                        |                                                                    |                                                                                         |
| In Spijkenisse rijdt de Spijkhopper en rijdt van/naar haltes waar geen bussen stoppen. Dat gaat via verschillende routes naar verschillende gebieden en wijken in Spijkenisse, als ook de plaats Hekelingen. Het is geen gewone bus met een vaste dienstregeling. De Spijkhopper is (minimaal een half uur) van tevoren te bestellen via de telefoon of via de website. |                                                                        |                                                                    |                                                                                         |

Bronnen: EBS, Lijnennetkaart Voorne-Putten en Rozenburg en Lijnennetkaart Spijkenisse

## Provincie Zuid-Holland

### Concessie Zuid-Holland Noord (ZHN)

Een Van Hool A300Hyb, hier op de stadsdienst bij het Centraal Station van Leiden.

De concessie Zuid-Holland Noord (ZHN), omvat stads- en streekvervoer in de Duin- en Bollenstreek, Leiden, de Rijnstreek en in Midden-Holland. Deze concessie wordt uitgevoerd door Qbuzz.
Station Leiden Centraal is het centrale vervoersknooppunt van de streek, vanwaar buslijnen vertrekken naar de meeste grote plaatsen in de regio. Alphen aan den Rijn en Gouda vormen kleinere knooppunten, en zijn vooral het begin- en eindpunt voor lijnen naar respectievelijk de Rijnstreek en de Alblasserwaard. In groot-Leiden (inclusief Leiderdorp en Voorschoten), Alphen aan den Rijn en Gouda wordt een stadsdienst gereden. De dienst in Katwijk staat officieel niet als zodanig in de dienstregeling doch in de praktijk heeft ook Katwijk een aantal buslijnen die amper buiten Katwijk komen. Door de streek lopen ook een aantal snelBuzz- en R-net-lijnen.

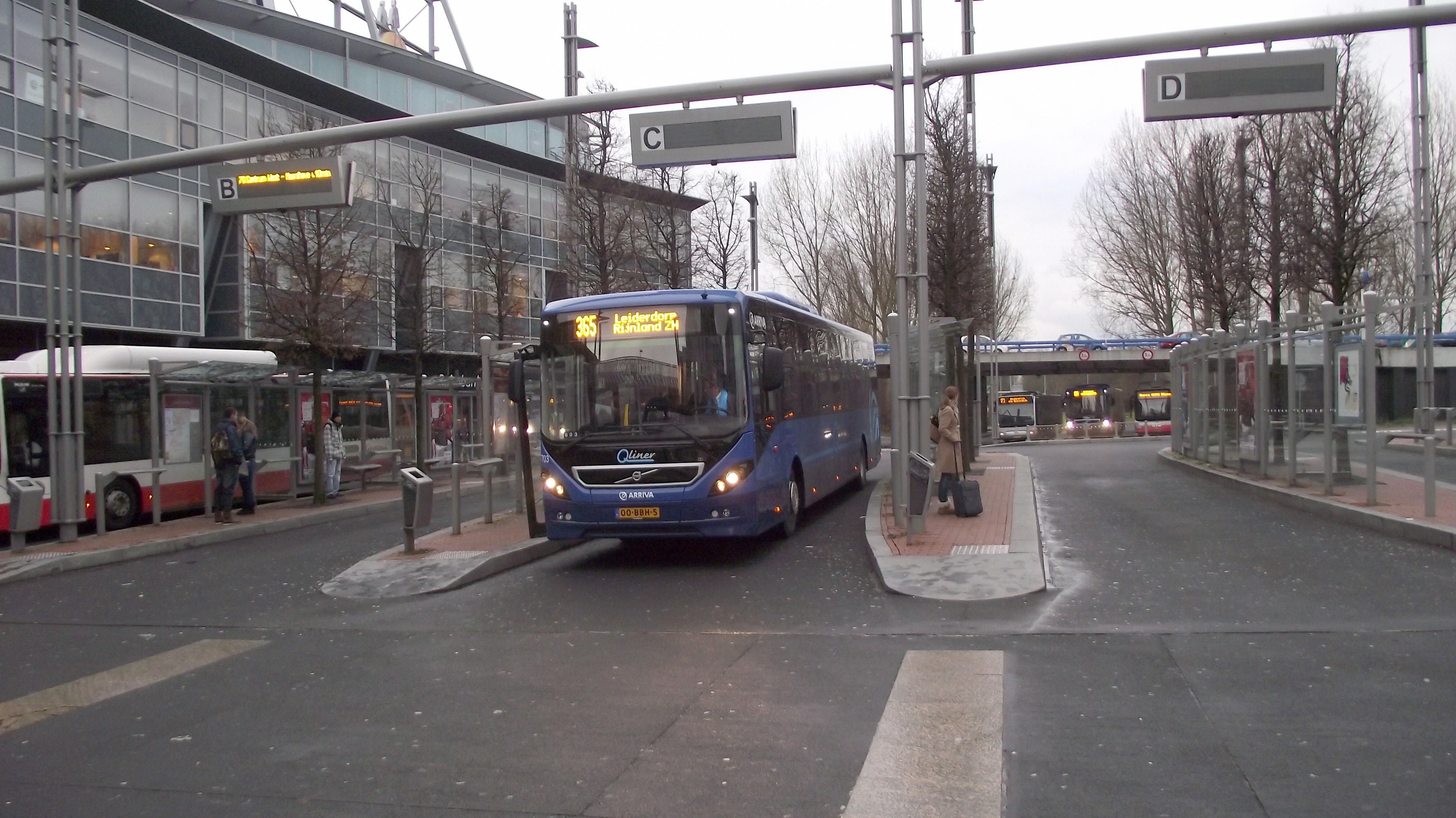
Qliner 365 van Arriva die vertrekt vanaf Zoetermeer Centrum-West.

 De lijnnummering in de regio is volgens het volgende nummeringssysteem:
- stadsBuzz: 1 t/m 14
- Katwijk/Noordwijk e.o.: 20 t/m 39
- streekBuzz: 50 t/m 199
- spitslijnen: een 200-nummer (m.u.v lijnen 250 en 295)
- snelBuzz: een 300-nummer
- R-net: een 400-nummer
- schoolBuzz: een 600-nummer
- buurtBuzz: een 700-nummer
- bijzondere lijnen zoals toeristenlijnen: een 800-nummer
- nachtBuzz: een N-nummer

| Lijn                                                      | Route                                                                | Via | Opmerkingen                                                                                                |
| --------------------------------------------------------- | -------------------------------------------------------------------- | --- | --- |
| stadsBuzz – Alphen aan den Rijn                           |                                                                      | | |
| 1                                                         | Station → Station                                                    | Zegersloot, Ridderveld, Herenhof, Avifauna, Rijnhaven, Kerk en Zanen, Archeon                                                                               | Ringlijn linksom.                                                                                          |
| 2                                                         | Station → Station                                                    | Archeon, Kerk en Zanen, Rijnhaven, Avifauna, Herenhof, Ridderveld, Zegersloot                                                                               | Ringlijn rechtsom.                                                                                         |
| Zie Stadsdienst Alphen aan den Rijn voor meer informatie. |                                                                      | | |
| stadsBuzz – Gouda                                         |                                                                      | | |
| 1                                                         | Station - Plaswijck                                                  | De Mammoet | Gekoppeld aan lijn 3 in Plaswijck.                                                                         |
| 2                                                         | Station - Westergouwe                                                | | |
| 3                                                         | Plaswijck - Goverwelle                                               | Bloemendaal, Groene Hart Ziekenhuis, Station, Centrum, Kort Haarlem, Oosterwei                                                                              | Gekoppeld aan lijn 1 in Plaswijck. In Goverwelle als ringlijn in één richting.                             |
| Zie Stadsdienst Gouda voor meer informatie.               |                                                                      | | |
| stadsBuzz – Leiden                                        |                                                                      | | |
| 1                                                         | Station De Vink - Leiderdorp Leyhof                                  | Stevenshof, Centraal Station, Breestraat, Station Lammenschans                                                                                              | Gekoppeld aan lijn 3 bij Leyhof. Rijdt niet in de avond en op zondag.                                      |
| 2                                                         | Station De Vink - Leiderdorp Oranjewijk                              | Stevenshof, Centraal Station, Breestraat, Station Lammenschans, Leiderdorp, Alrijne Ziekenhuis Leiderdorp                                                   | |
| 3                                                         | Leiderdorp Leyhof - Merenwijk                                        | Buitenhof, Rietschans, De Kooi, De Waard, Breestraat, Centraal Station, LUMC, Groenoord                                                                     | Gekoppeld aan lijn 1 bij Leyhof en lijn 4 bij Merenwijk.                                                   |
| 4                                                         | Station De Vink - Merenwijk                                          | Fortuinwijk, Station Lammenschans, Breestraat, Centraal Station, LUMC, Groenoord                                                                            | Gekoppeld aan lijn 3 bij Merenwijk.                                                                        |
| 9                                                         | Centraal Station - Bio Science Park                                  | | Spits-/ringlijn.                                                                                           |
| 14                                                        | Centraal Station - Station De Vink                                   | Breestraat, Tuinstadwijk | Rijdt niet in de avond en in het weekend.                                                                  |
| Zie Stadsdienst Leiden voor meer informatie.              |                                                                      | | |
| streekBuzz                                                |                                                                      | | |
| 20                                                        | Leiden, Centraal Station - Noordwijk, Vuurtorenplein                 | Oegstgeest, Rijnsburg | Gekoppeld aan lijn 21.                                                                                     |
| 21                                                        | Leiden, Centraal Station - Noordwijk, Vuurtorenplein                 | Oegstgeest, Rijnsburg | Gekoppeld aan lijn 20.                                                                                     |
| 22                                                        | Leiden, Centraal Station - Nieuw-Vennep, Station                     | Oegstgeest, Valkenburg, Katwijk aan den Rijn, Noordwijk, Noordwijkerhout, De Zilk, Hillegom (Station), Beinsdorp                                            | |
| 23                                                        | Leiden, Centraal Station - Noordwijk, Picképlein                     | Leiden Bio Science Park, Valkenburg, Katwijk aan den Rijn                                                                                                   | Rijdt doordeweeks niet in de daluren overdag.                                                              |
| 30                                                        | Leiden, Centraal Station - Noordwijk, Willem van den Bergh           | Oegstgeest, Rijnsburg, Katwijk aan den Rijn, Katwijk | Gekoppeld aan lijn 31. Rijdt niet in de avond en in het weekend.                                           |
| 31                                                        | Leiden, Centraal Station - Noordwijk, Willem van den Bergh           | Oegstgeest, Rijnsburg, Katwijk aan den Rijn, Katwijk | Gekoppeld aan lijn 30.                                                                                     |
| 38                                                        | Leiden, Centraal Station - Katwijk, Zonnebloemstraat/Unmanned Valley | Oegstgeest, Valkenburg, Katwijk aan den Rijn | Rijdt niet in de avond en op zondag.                                                                       |
| 50                                                        | Leiden, Centraal Station - Lisse, Meer en Duin                       | Oegstgeest, Warmond, Sassenheim (Station) | |
| 55                                                        | Voorhout, Station - Voorschoten, Starrenburg                         | Sassenheim, Oegstgeest, Leiden (Alrijne Ziekenhuis Leiden, Centraal Station), Voorschoten (Vlietwijk, Station)                                              | |
| 56                                                        | Sassenheim, Station - Roelofarendsveen, Stationsstraat               | Oegstgeest, Leiden (Centraal Station, Breestraat), Leiderdorp, Oud Ade, Rijpwetering, Nieuwe Wetering                                                       | |
| 57                                                        | Sassenheim, Station - Lisse, Meer en Duin                            | Voorhout (Station), Noordwijkerhout, Keukenhofdreef | Rijdt niet in de avond en in het weekend.                                                                  |
| 90                                                        | Sassenheim, Station - Noordwijkerhout, Brink (/Wassenaar, Duinrell)  | Voorhout (Station), (Noordwijkerhout) | Rijdt vanaf Pasen t/m de herfstvakantie door naar Noordwijkerhout en Wassenaar.                            |
| 101                                                       | Alphen aan den Rijn, Station - Woerden, Station                      | Aarlanderveen, Nieuwkoop, Noorden, Woerdense Verlaat, Zegveld                                                                                               | Spitslijn.                                                                                                 |
| 147                                                       | Alphen aan den Rijn, Station - Uithoorn, Busstation                  | Aarlanderveen, Nieuwkoop, Zevenhoven, Noordeinde, Nieuwveen, Vrouwenakker, De Kwakel                                                                        | |
| 165                                                       | Alphen aan den Rijn, Station - Zoetermeer, Centrum-West              | Hazerswoude-Rijndijk, Hazerswoude-Dorp, Benthuizen | |
| 169                                                       | Alphen aan den Rijn, Station - Leiden, Centraal Station              | Alrijne Ziekenhuis Alphen aan den Rijn, Koudekerk aan den Rijn, Hazerswoude-Rijndijk, Zoeterwoude-Rijndijk, Breestraat                                      | |
| 175                                                       | Gouda, Station - Rotterdam, Metro Nesselande                         | Waddinxveen (Station), Zevenhuizen | |
| 178                                                       | Gouda, Station - Bodegraven, Station                                 | Reeuwijk-Brug, Oud-Reeuwijk | |
| 182                                                       | Leiden, Centraal Station - Alphen aan den Rijn, Station              | Leiderdorp, Hoogmade, Woubrugge, Ter Aar, Alrijne Ziekenhuis Alphen aan den Rijn                                                                            | |
| 183                                                       | Oegstgeest, Corpus - Alphen aan den Rijn, Station                    | Leiden (Centraal Station), Leiderdorp, Hoogmade, Woubrugge                                                                                                  | Rijdt niet in de avond en in het weekend.                                                                  |
| 187                                                       | Leiden Centraal Station - Boskoop, Station                           | Zoeterwoude-Rijndijk, Hazerswoude-Rijndijk, Hazerswoude-Dorp                                                                                                | |
| 190                                                       | Rotterdam, Station Alexander - Gouda, Station                        | Capelle aan den IJssel, Nieuwerkerk aan den IJssel, Moordrecht                                                                                              | |
| 194                                                       | Rotterdam, Capelsebrug - Bergambacht, Centrum                        | Krimpen aan den IJssel, Krimpen aan de Lek, Lekkerkerk | |
| 196                                                       | Rotterdam, Capelsebrug - Gouda, Station                              | Krimpen aan den IJssel, Ouderkerk aan den IJssel, Gouderak                                                                                                  | |
| 250                                                       | Leiden, Centraal Station - Haarlem, Station                          | Leiden Bio Science Park, /Sassenheim, Lisse, Hillegom, Bennebroek, Heemstede                                                                                | |
| 275                                                       | Waddinxveen, Station Triangel - Gouda, Station                       | | Spitslijn. In Waddinxveen gekoppeld aan lijnen 382 en 386.                                                 |
| 292                                                       | Rotterdam, Capelsebrug - Lekkerkerk, Schuwacht                       | Krimpen aan den IJssel | Gekoppeld aan lijn 194. Rijdt niet in de avond en in het weekend.                                          |
| 295                                                       | Rotterdam, Capelsebrug - Utrecht, Centraal Station (Jaarbeurszijde)  | Krimpen aan den IJssel, Lekkerkerk, Bergambacht, Ammerstol, Schoonhoven, Cabauw, Lopik, Jaarsveld, IJsselstein                                              | Sneldienst, traject Cabauw - Utrecht behoort ook tot de concessie Provincie Utrecht, i.s.m Syntus Utrecht. |
| snelBuzz                                                  |                                                                      | | |
| 361                                                       | Noordwijk, Boekerslootlaan - Schiphol, Airport                       | Voorhout (Voorhout), Sassenheim (Station), Lisse, Hillegom, Hoofddorp (Brugrestaurant A4), De Hoek                                                          | |
| 365                                                       | Leiden, Centraal Station - Schiphol, Airport                         | Leiderdorp, Roelofarendsveen, Oude Wetering, Weteringbrug, Hoofddorp (Brugrestaurant A4), De Hoek                                                           | |
| 366                                                       | Leiden, Centraal Station - Leimuiden, Tuinderij                      | Leiderdorp, Roelofarendsveen, Oude Wetering, Weteringbrug, Leimuiderbrug                                                                                    | Ringlijn in Leimuiden.                                                                                     |
| 382                                                       | Den Haag, Centraal Station - Waddinxveen, Station Triangel           | Voorburg, Zoetermeer/, Station Waddinxveen | Rijdt alleen in de spits. In Waddinxveen gekoppeld aan lijn 275.                                           |
| 383                                                       | Den Haag, Centraal Station - Rotterdam, Capelsebrug                  | Voorburg, Zoetermeer/, Station Lansingerland-Zoetermeer, Bleiswijk, Moerkapelle, Zevenhuizen, Rotterdam, Nieuwerkerk aan den IJssel, Capelle aan den IJssel | Rijdt in het weekend alleen tussen Lansingerland-Zoetermeer en Rotterdam Nesselande.                       |
| 385                                                       | Den Haag, Centraal Station - Noordwijk, Picképlein                   | Wassenaar, Katwijk aan den Rijn, Katwijk | |
| 386                                                       | Den Haag, Centraal Station - Waddinxveen, Station Triangel           | Voorburg, Zoetermeer/, Station Lansingerland-Zoetermeer, Bleiswijk, Moerkapelle, Zevenhuizen                                                                | Rijdt niet in de avond en in het weekend. Is tijdens de spits in Waddinxveen gekoppeld aan lijn 275.       |
| R-net                                                     |                                                                      | | |
| 400                                                       | Zoetermeer, Centrum-West - Noordwijk, ESA ESTEC                      | Stompwijk, Zoeterwoude, Leiden (Station Lammenschans, Centraal Station), Oegstgeest, Valkenburg, Katwijk aan den Rijn, Katwijk-Noord                        | |
| 401                                                       | Zoetermeer, Centrum-West - Katwijk, Boulevard-Zuid                   | Stompwijk, Zoeterwoude, Leiden (Station Lammenschans, Centraal Station), Oegstgeest, Valkenburg, Katwijk aan den Rijn                                       | |
| 410                                                       | Leiden, Centraal Station - Leiderdorp, Alrijne Ziekenhuis            | | |
| 470                                                       | Alphen aan den Rijn, Station - Schiphol, Airport                     | Woubrugge, Rijnsaterwoude, Leimuiden, De Hoek | Rijdt 's nachts als nachtbus N70.                                                                          |
| 497                                                       | Gouda, Station - Schoonhoven, Centrum/Veer                           | Stolwijk, Bergambacht, Ammerstol | |
| schoolBuzz                                                |                                                                      | | |
| 685                                                       | Den Haag, Centraal Station - Oegstgeest, Leidsebuurt                 | Wassenaar | |
| buurtBuzz                                                 |                                                                      | | |
| 722                                                       | Alphen aan den Rijn, Station - Bodegraven, Station                   | Zwammerdam | |
| 723                                                       | Lisse, Kanaalstraat - Roelofarendsveen, Schoolbaan                   | Lisserbroek, Buitenkaag, Abbenes, Nieuwe Wetering | |
| 724                                                       | Bodegraven, Station - Bodegraven, Station                            | Driebruggen, Waarder, Nieuwerbrug, Woerden, Zegveld, De Meije                                                                                               | Ringlijn in 2 richtingen.                                                                                  |
| 725                                                       | Stolwijk, Oranje-Nassauschool - Lekkerkerk, Schuwacht                | Berkenwoude | |
| 726                                                       | Gouda, Station - Gouda, Station                                      | Tempel, Reeuwijk-Brug, Reeuwijk-Dorp | Ringlijn in 2 richtingen.                                                                                  |
| 727                                                       | Ter Aar, Aardam - Ter Aar, Aardam                                    | Nieuwveen, Langeraar, Rijnsaterwoude, Woubrugge | Ringlijn in 2 richtingen.                                                                                  |
| 728                                                       | Boskoop, Station → Boskoop, Station                                  | Boskoop Centrum, Station Snijdelwijk | Ringlijn in 1 richting.                                                                                    |
| 729                                                       | Boskoop, Station - Hazerswoude-Dorp, Buurthuis De Juffrouw           | | Ringlijn in 1 richting.                                                                                    |
| KeukenhofBuzz                                             |                                                                      | | |
| 850                                                       | Haarlem, Station - Lisse, Keukenhof                                  | | Sneldienst, rijdt alleen wanneer Keukenhof is geopend.                                                     |
| 852                                                       | Amsterdam, Europaplein/RAI - Lisse, Keukenhof                        | | Sneldienst, rijdt alleen wanneer Keukenhof is geopend.                                                     |
| 854                                                       | Leiden, Centraal Station - Lisse, Keukenhof                          | | Sneldienst, rijdt alleen wanneer Keukenhof is geopend.                                                     |
| 858                                                       | Schiphol, Airport - Lisse, Keukenhof                                 | | Sneldienst, rijdt alleen wanneer Keukenhof is geopend.                                                     |
| nachtBuzz                                                 |                                                                      | | |
| N70                                                       | Alphen aan den Rijn, Station - Schiphol, Airport                     | Woubrugge, Rijnsaterwoude, Leimuiden, Hoofddorp (Brugrestaurant A4), De Hoek                                                                                | Nachtversie van R-net lijn 470 die ook stopt bij het Brugrestaurant langs de A4.                           |

Bronnen: Qbuzz en Lijnennetkaart

### Concessie Hoeksche Waard / Goeree Overflakkee (HWGO)

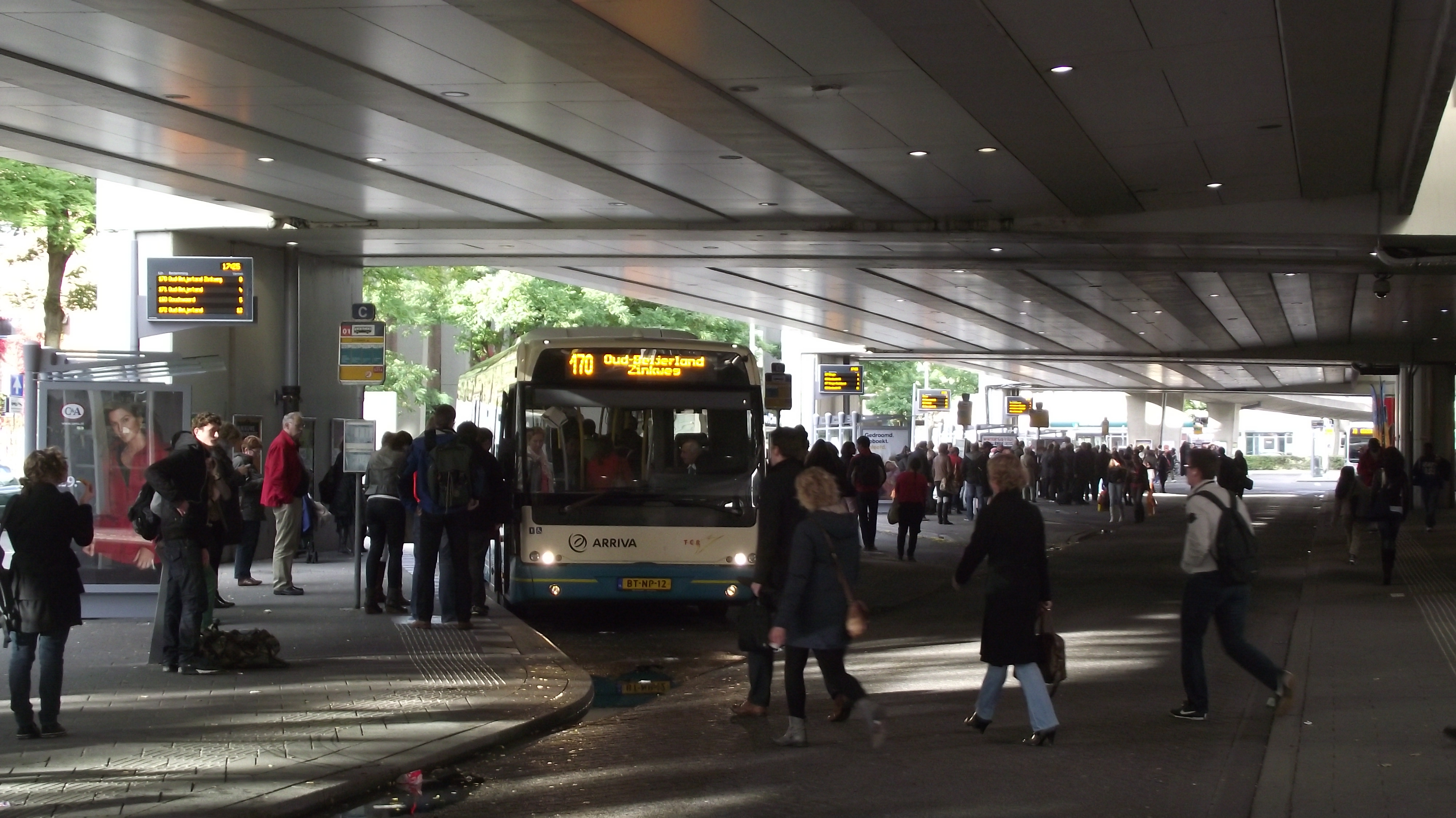
Vertrekplatformen bij Zuidplein in Rotterdam met vertrekkende buslijn 170.

De concessie Hoeksche Waard / Goeree Overflakkee omvat stads- en streekvervoer op de eilanden/gemeentes Hoeksche Waard en Goeree-Overflakkee. Deze concessie wordt sinds 13 december 2015 uitgevoerd door Connexxion. Met uitzondering van een paar lijnen is Rotterdam Zuidplein het start- en eindpunt van de buslijnen in Rotterdam. Daarnaast hebben veel bussen van andere concessies hun start- en eindpunt aldaar. Dit busstation is dan ook het drukste busstation in Zuid-Holland. De bussen komen aan op een hogere verdieping waarna de bussen via een viaduct doorrijden naar het straatniveau vanwaar de bussen vertrekken. Rondom het Zuidplein zijn diverse busbanen om voorrang te geven aan het drukke busverkeer. Vanaf de snelweg A29 tot het Zuidplein is voorzien van een busbaan (niet kruisingsvrij). Bussen tussen Rotterdam en het Zuiden steken de Oude Maas over met de snelweg A29. De N217 tussen Oud-Beijerland en Heinenoord is voorzien van een gescheiden busbaan.
De lijnnummering in de regio is volgens het volgende nummeringsysteem:
- Stads- en streeklijnen: een 100-nummer

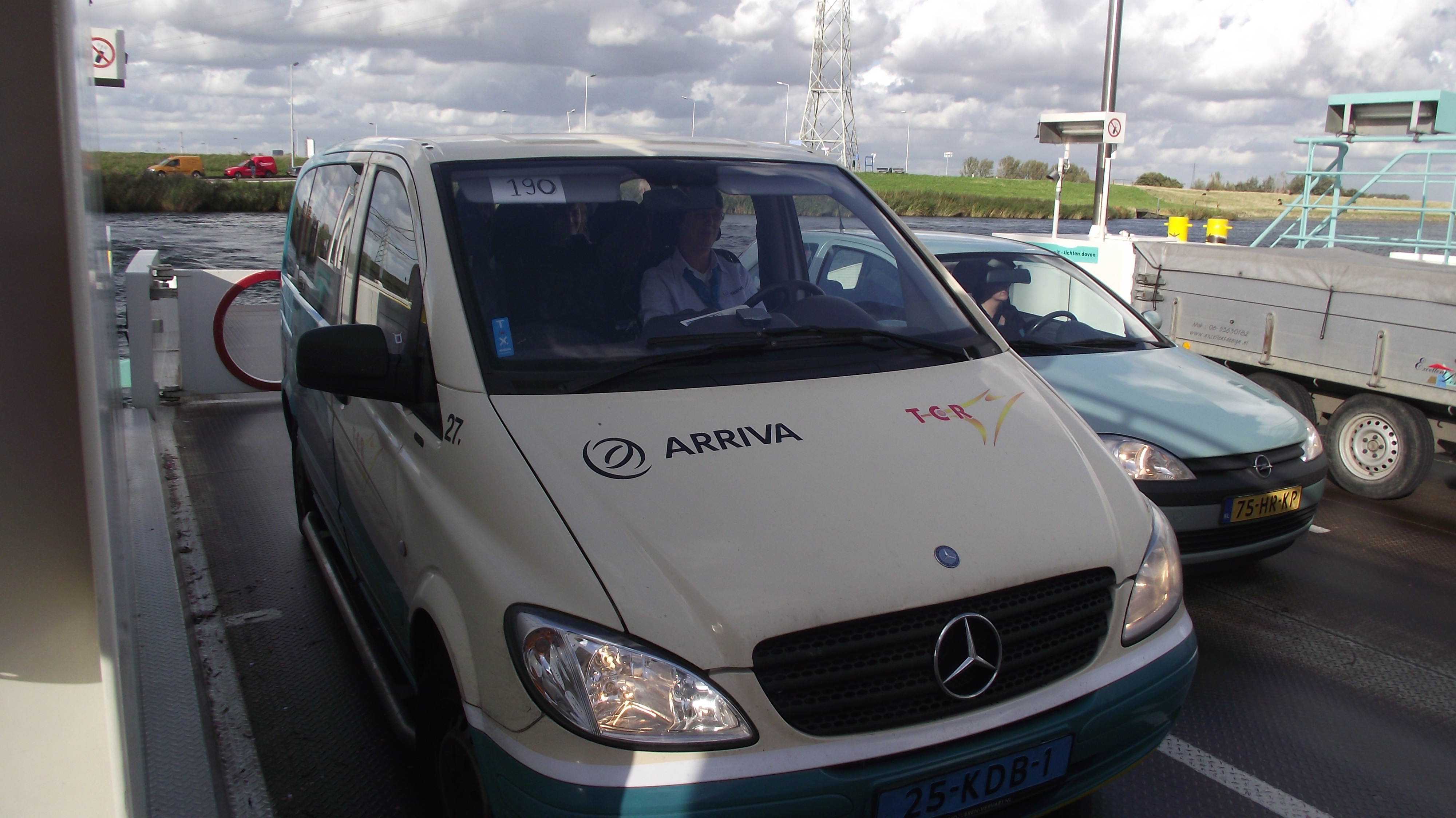
Taxibus van lijn 190 op de veerboot.

- R-net: een 400-nummer
- Scholierenlijnen: een 600-nummer
- Buurtbuslijnen: een 700-nummer
- Nachtbuslijnen: een 800-nummer

| Lijn                     | Route                                                                          | Via | Opmerkingen                                                                         |
| ------------------------ | ------------------------------------------------------------------------------ | --- | ----------------------------------------------------------------------------------- |
| Stadsdienst Middelharnis |                                                                                | |                                                                                     |
| 134                      | Gemeentehuis - Binnenhof                                                       | Doetinchemsestraat, Hernesseroord | Rijdt alleen in de spits. Daarbuiten is OV Op Maat het alternatief.                 |
| Streeklijnen             |                                                                                | |                                                                                     |
| 104                      | Spijkenisse, Metro Centrum - Renesse, Transferium                              | Geervliet, Heenvliet, Hellevoetsluis, Stellendam (Busstation), Goedereede, Ouddorp (Port Zélande, Bernhardweg, Busstation), Scharendijke, Ellemeet, Noordwelle                                                                                            |                                                                                     |
| 160                      | Goudswaard, Dorp - Rotterdam, Zuidplein                                        | Piershil, Nieuw-Beijerland, Oud-Beijerland (Zinkweg, Rembrandtstraat, Koninginneweg, Poortwijk Noord), Heinenoord (Busstation) |                                                                                     |
| 163                      | Oud-Beijerland, Zinkweg - Rotterdam, Station Lombardijen                       | Winkelcentrum, Zoomwijcklaan, Bierkade, Laurens Janszoon Costerstraat, Heinenoord (Busstation) | Rijdt alleen op weekdagen overdag.                                                  |
| 164                      | Zuid-Beijerland, Ridder van Dorplaan - Heinenoord, Busstation                  | Numansdorp (Viaduct , Burgemeester de Zeeuwstraat, Burgemeester Henrylaan), Klaaswaal, Westmaas, (Provinciale weg ), Mijnsheerenland | Het deel Numansdorp en Zuid-Beijerland wordt buiten de spits gereden door lijn 194. |
| 166                      | Dordrecht, Centraal Station - Rotterdam, Zuidplein                             | Gezondheidspark, 's-Gravendeel, Maasdam, Puttershoek, Mijnsheerenland (Binnenmaas ), Heinenoord (Busstation) |                                                                                     |
| 167                      | Strijen, Julianastraat - Heinenoord, Busstation                                | Politiebureau, Leeuwerikstraat, Boomgaard, Cillaarshoek, Maasdam, Mijnsheerenland (Binnenmaas ) |                                                                                     |
| 169                      | Willemstad, Steenpad - Numansdorp, Viaduct                                     | | Rijdt alleen op weekdagen overdag.                                                  |
| 170                      | Goudswaard, Dorp → Rotterdam, Zuidplein                                        | Piershil, Nieuw-Beijerland, Oud-Beijerland (Zinkweg, Koninginneweg, Poortwijk Noord) | Sneldienst, rijdt alleen in de ochtendspits.                                        |
| 171                      | Oud-Beijerland, Winkelcentrum - Rotterdam, Zuidplein                           | Poortwijk Noord, Sportlaan, Rembrandtstraat, Zinkweg, Winkelcentrum, Spuioeverweg, Laurens Janszoon Costerstraat, Poortwijk Noord | Sneldienst, tegengesteld aan lijn 172.                                              |
| 172                      | Oud-Beijerland, Winkelcentrum - Rotterdam, Zuidplein                           | Poortwijk Noord, Laurens Janszoon Costerstraat, Spuioeverweg, Winkelcentrum, Zinkweg, Rembrandtstraat, Sportlaan, Poortwijk Noord | Sneldienst, tegengesteld aan lijn 171.                                              |
| 174                      | Numansdorp, Wethouder van der Veldenweg - Rotterdam, Zuidplein                 | Burgemeester de Zeeuwstraat, Burgemeester Henrylaan, Klaaswaal, Westmaas, (Provinciale weg ), Mijnsheerenland (Provinciale weg ) | Sneldienst, rijdt alleen in de spits.                                               |
| 176                      | Dordrecht, Centraal Station - Rotterdam, Zuidplein                             | Gezondheidspark, 's-Gravendeel, Maasdam (Gemeentehuis), Puttershoek (Gerrit de Voslaan) | Sneldienst, rijdt alleen in de spits.                                               |
| 177                      | Strijen, Julianastraat - Rotterdam, Zuidplein                                  | Politiebureau, Leeuwerikstraat, Boomgaard, Cillaarshoek, Maasdam (Lageweg) | Sneldienst, rijdt alleen in de spits.                                               |
| 194                      | Numansdorp, Wethouder van der Veldenweg - Zuid-Beijerland, Ridder van Dorplaan | Numansdorp (Molendijk, Viaduct ) | Rijdt niet tijdens de spits.                                                        |
| R-net                    |                                                                                | |                                                                                     |
| 436                      | Ouddorp, Bernhardweg - Rotterdam, Zuidplein                                    | Goedereede, Stellendam (Busstation), Melissant, Dirksland (Ziekenhuis), Sommelsdijk (Noord), Middelharnis (Centrum, Gemeentehuis), Sommelsdijk (Zuid), Nieuwe-Tonge (Provinciale weg ), Oude-Tonge (Busstation), Den Bommel ( P+R), Numansdorp (Viaduct ) | Van maandag t/m zaterdag alleen tussen Rotterdam en Stellendam.                     |
| 437                      | Dirksland, Ziekenhuis - Rotterdam, Zuidplein                                   | Sommelsdijk (Noord), Middelharnis (Centrum, Gemeentehuis), Sommelsdijk (Zuid), Nieuwe-Tonge (Provinciale weg ), Numansdorp (Viaduct ) | Rijdt alleen in de spits.                                                           |
| Scholierenlijnen         |                                                                                | |                                                                                     |
| 604                      | Ouddorp, Bernhardweg - Hellevoetsluis, Amnesty Internationallaan               | Goedereede, Stellendam (Busstation), Hellevoetsluis (Provinciale weg , Smitsweg) |                                                                                     |
| 630                      | Hellevoetsluis, Amnesty Internationallaan - Sommelsdijk, Campus                | Smitsweg, Provinciale weg , Stellendam (Busstation), Melissant, Middelharnis |                                                                                     |
| 635                      | Ooltgensplaat, Weespad - Middelharnis, Gemeentehuis                            | Achthuizen, Den Bommel |                                                                                     |
| 639                      | Ouddorp, Bernhardweg - Sommelsdijk, Campus                                     | Goedereede, (Rijksweg ), Stellendam (Provinciale weg ), Melissant, Middelharnis |                                                                                     |
| 662                      | Oud-Beijerland, Zinkweg - Numansdorp, Viaduct                                  | Nieuw-Beijerland, Zuidzijde, Zuid-Beijerland |                                                                                     |
| 663                      | Goudswaard, Dorp - Rotterdam, Station Lombardijen                              | Piershil, Nieuw-Beijerland, Oud-Beijerland (Zinkweg, Rembrandtstraat, Sportlaan, Poortwijk Noord), Heinenoord (Busstation) |                                                                                     |
| 664                      | Oud-Beijerland, Zinkweg - Numansdorp, Viaduct                                  | Stougjesdijk, Greup, Klaaswaal |                                                                                     |
| 666                      | Maasdam, Gemeentehuis - Oud-Beijerland, Scholengemeenschap                     | Puttershoek (Gerrit de Voslaan), Heinenoord (Busstation), Poortwijk Zuid |                                                                                     |
| 667                      | Strijen, Julianastraat - Oud-Beijerland, Scholengemeenschap                    | De Klem, Numansdorp, Klaaswaal, Greup, Stougjesdijk, Poortwijk Zuid |                                                                                     |
| 668                      | 's-Gravendeel, Hendrik Hamerstraat - Oud-Beijerland, Scholengemeenschap        | Maasdam, Poortwijk Zuid |                                                                                     |
| 669                      | Willemstad, Steenpad - Oud-Beijerland, Scholengemeenschap                      | Numansdorp (Viaduct , Burgemeester de Zeeuwstraat, Burgemeester Henrylaan), Klaaswaal, Greup, Stougjesdijk, Poortwijk Zuid |                                                                                     |
| Buurtlijnen              |                                                                                | |                                                                                     |
| 711                      | Numansdorp, Viaduct - Oud-Beijerland, Boezemsingel                             | Zuid-Beijerland, Nieuwendijk (Veerdienst), Oudendijk, Goudswaard (Dorp), Piershil (Bestuurscentrum), Nieuw-Beijerland, Buurtschap Zinkweg, Zinkweg, Mariniersweg, Karel Doormanstraat                                                                     | Rijdt alleen op weekdagen overdag.                                                  |
| 712                      | Zuid-Beijerland, Van Oldenbarneveltstraat - Oud-Beijerland, Debussyring        | Zuidzijde, Buurtschap Zinkweg, Zinkweg, Mariniersweg, Karel Doormanstraat | Rijdt alleen op weekdagen overdag.                                                  |
| 715                      | Strijen, Politiebureau - 's-Gravendeel, Weegje                                 | Strijensas, Mookhoek | Rijdt alleen op weekdagen overdag. Daarbuiten is OV Op Maat het alternatief.        |
| 716                      | Barendrecht, Station – Heinenoord, Witte Boerderij                             | Heinenoord (Busstation) | Rijdt alleen op weekdagen overdag.                                                  |
| 735                      | Middelharnis, Gemeentehuis - Ooltgensplaat, Weespad                            | Stad aan 't Haringvliet, Den Bommel, Achthuizen ( Schaapsweg) | Rijdt alleen op weekdagen overdag. Daarbuiten is OV Op Maat het alternatief.        |
| 738                      | Middelharnis, Gemeentehuis - Herkingen, Haven                                  | Nieuwe-Tonge | Rijdt alleen op weekdagen overdag. Daarbuiten is OV Op Maat het alternatief.        |
| Nachtlijnen              |                                                                                | |                                                                                     |
| 860                      | Rotterdam, Centraal Station - Goudswaard, Dorp                                 | Heinenoord (Busstation), Oud-Beijerland, Nieuw-Beijerland, Piershil | Rijdt alleen op zaterdagnacht.                                                      |
| 867                      | Rotterdam, Centraal Station - Heinenoord, Busstation                           | Heinenoord (Busstation), Maasdam, Strijen, Numansdorp, Klaaswaal, Westmaas, Mijnsheerenland | Rijdt alleen op zaterdagnacht.                                                      |

Bronnen: Connexxion en Lijnennetkaart

### Concessie Drechtsteden, Molenlanden, Gorinchem (DMG)
De concessie Drechtsteden, Molenlanden, Gorinchem omvat stads- en streekvervoer en de MerwedeLingelijn treindienst in de gebieden de Drechtsteden, Molenlanden en Gorinchem. Deze concessie wordt sinds 9 december 2018 uitgevoerd door Qbuzz.

#### Bussen
| Lijn                     | Route                                                                   | Via | Opmerkingen                                                                                                   |
| ------------------------ | ----------------------------------------------------------------------- | --- | --- |
| stadsBuzz – Drechtsteden |                                                                         | | |
| 2                        | Dubbeldam - Hendrik-Ido-Ambacht, Sandelingen                            | Dordrecht (Gezondheidspark, Leerpark, Land van Valk, Centraal Station, Centrum), Station Zwijndrecht, Winkelcentrum Oude Land                                                                                   | Rijdt 's avonds alleen op het traject Centraal Station - Zwijndrecht.                                         |
| 3                        | Station Stadspolders - Crabbehof                                        | Oudelandshoek, Het Reeland, Centraal Station, Centrum, Oud-Krispijn, Wielwijk | |
| 4                        | Amstelwijck - Staart-Oost/Papendrecht Molenvliet                        | Wielwijk, Oud-Krispijn, Centrum, Centraal Station, Staart-West, (Papendrecht (Viaduct , Westpolder)) | Rijdt alternerend naar Dordrecht-Staart Oost of Papendrecht.                                                  |
| 5                        | Station Stadspolders - Sterrenburg                                      | Stadspolders, Het Reeland, Centraal Station, Centrum, Oud-Krispijn, Station Zuid, Zuidhoven | |
| 7                        | Sterrenburg - Dordtse Kil                                               | Gezondheidspark, Het Reeland, Centraal Station, Centrum, Industriegebied West, (Krabbepolder) | Dordtse Kil wordt alleen in de spits bediend.                                                                 |
| 10                       | P+R Energiehuis - Centraal Station                                      | Waterbus Merwekade, Scheffersplein, Centrum | Rijdt niet in de avond.                                                                                       |
| 13                       | Station Stadspolders → Centrum                                          | Oudelandshoek, Het Reeland, Centraal Station | Rijdt in de spits en in de avond.                                                                             |
| 14                       | Staart-Oost/Papendrecht Molenvliet → Centrum                            | (Papendrecht (Westpolder, Viaduct ),) Staart-West, Centraal Station | Papendrecht → Centrum: maandag t/m zaterdag overdag. Staart-Oost → Centrum: alleen 's avonds en zondagochtend |
| 21                       | Zwijndrecht, Station - Ridderkerk, Koningsplein                         | Walburg, Ziekenhuis, Hendrik-Ido-Ambacht, Winkelcentrum Hoog Ambacht | Rijdt niet in de avond en op zondag.                                                                          |
| stadsBuzz – Gorinchem    |                                                                         | | |
| 1                        | Gildenwijk/Haarwijk - Station                                           | Beatrixziekenhuis, Station, Centrum | Rijdt niet in de avond en op zondag.                                                                          |
| 6                        | Station - Avelingen                                                     | | Spitslijn. |
| streekBuzz               |                                                                         | | |
| 74                       | Gorinchem, Station - Nieuw-Lekkerland, Jan van Nassauplein              | Beatrixziekenhuis, Schelluinen, Giessenburg, Goudriaan, Nieuwpoort, Gelkenes, Groot-Ammers, Streefkerk | |
| 75                       | Sliedrecht, Station - Goudriaan                                         | Wijngaarden, Bleskensgraaf, Molenaarsgraaf, Brandwijk, Ottoland | Spitslijn. |
| 80                       | Gorinchem, Station - Meerkerk, -                                        | Arkel (Station), Hoogblokland | Rijdt niet op zondag.                                                                                         |
| 90                       | Gelkenes, Industrieterrein - Utrecht, Centraal Station (Jaarbeurszijde) | Gelkenes (Schoonhovenseveer), Langerak, Tienhoven aan de Lek, Ameide, Lexmond, Vianen (Busstation Lekbrug) | Wordt 's avonds gereden door U-OV en rijdt dan alleen tussen Ameide en Vianen.                                |
| 92                       | Rotterdam, Zuidplein - Dordrecht, Centraal Station                      | Station Lombardijen, Hendrik-Ido-Ambacht (Antoniuslaan, Cascade), Zwijndrecht (Ziekenhuis, Station), Dordrecht Centrum                                                                                          | Rijdt 's avonds alleen tussen Station Dordrecht en Oostendam                                                  |
| 93                       | Nieuw-Lekkerland, Jan van Nassauplein - Dordrecht, Centraal Station     | Oud-Alblas, Papendrecht (Viaduct ), Gezondheidspark, Leerpark | Rijdt niet in de avond en in het weekend.                                                                     |
| snelBuzz                 |                                                                         | | |
| 387                      | Gorinchem, Beatrixlaan - Utrecht, Centraal Station (Jaarbeurszijde)     | Station Gorinchem, Meerkerk (- ), Vianen (Busstation Lekbrug) | |
| 388                      | Rotterdam, Kralingse Zoom - Utrecht, Centraal Station (Jaarbeurszijde)  | Alblasserdam, Papendrecht (Busstation, Viaduct ), Sliedrecht (Station Baanhoek, Station), (Bleskensgraaf, Molenaarsgraaf, Noordeloos), Meerkerk (- ), Lexmond, Vianen (Busstation Lekbrug), Utrecht (Papendorp) | |
| R-net                    |                                                                         | | |
| 416                      | Alblasserdam, Vogelbuurt - Dordrecht, Centraal Station                  | Papendrecht (Busstation, Viaduct ), Gezondheidspark, Leerpark | |
| 488                      | Rotterdam, Kralingse Zoom - Dordrecht, Centraal Station                 | Hendrik-Ido-Ambacht (Sandelingen, De Hoge Bogerd, Cascade, Winkelcentrum Hoog Ambacht), Zwijndrecht (Station), Dordrecht Centrum                                                                                | |
| 489                      | Rotterdam, Kralingse Zoom - Nieuw-Lekkerland, Jan van Nassauplein       | Ridderkerk (Sportlaan, P+R Oudelande), Alblasserdam, Kinderdijk | |
| 491                      | Rotterdam, Zuidplein - Sliedrecht, De Grienden                          | Alblasserdam, Papendrecht (Busstation, Viaduct ), Sliedrecht (Station Baanhoek) | |
| buurtBuzz                |                                                                         | | |
| 701                      | Sliedrecht, Burgemeester Winklerplein - Gorinchem, Station              | Station, Wijngaarden, Bleskensgraaf, Brandwijk, Ottoland, Goudriaan, Noordeloos ( ), Hoornaar, Viaduct , Beatrixziekenhuis                                                                                      | Rijdt niet in de avond en in het weekend.                                                                     |
| 702                      | Papendrecht, Veer - Groot-Ammers, Fortuynplein                          | Centrum, Busstation, Oud-Alblas, Bleskensgraaf, Brandwijk, Ottoland, Goudriaan, Nieuwpoort, Gelkenes | Rijdt niet in de avond en in het weekend.                                                                     |
| 704                      | Leerdam, Techniekweg - Arkel, Station                                   | Station, Glasmuseum, Oosterwijk, Kedichem, Rietveld | Rijdt niet in de avond en op zondag.                                                                          |
| 705                      | Gorinchem, Station - Arkel, Station                                     | Beatrixziekenhuis, Hoornaar (Groeneweg), Hoogblokland | Rijdt niet in de avond en op zondag.                                                                          |
| 706                      | Gorinchem, Station - Giessenburg, Regthuis                              | Beatrixziekenhuis, Schelluinen | Rijdt niet in de avond en op zondag.                                                                          |
| 707                      | Giessenburg, Regthuis - Boven-Hardinxveld, Station                      | Giessen-Oudekerk, Hardinxveld-Giessendam (Station, Station Blauwe Zoom), Giessendam | Rijdt niet in de avond en op zondag.                                                                          |
| 717                      | Zwijndrecht, Station - Barendrecht, Station                             | Heerjansdam (Zwembad) | Rijdt niet in de avond en op zondag.                                                                          |
| bestelBuzz               |                                                                         | | |
| BB                       | Meerkerk, - - Sliedrecht, Station                                       | Noordeloos, Goudriaan, Ottoland, Molenaarsgraaf, Bleskensgraaf | |
| BB                       | Arkel, Kerk - Meerkerk, -                                               | Noordeloos, Hoornaar, Hoogblokland | |
| BB                       | Giessenburg, Maalderij - Hardinxveld-Giessendam, Station                | Giessen-Oudekerk | Rijdt alleen in de avond en op zondag.                                                                        |
| BB                       | Groot-Ammers, Fortuynplein - Nieuw-Lekkerland, Jan van Nassauplein      | Streefkerk | Rijdt alleen in de avond.                                                                                     |

#### Treinen (MerwedeLingelijn)
| Serie | Treinsoort        | Route                                | Bijzonderheden                                                           |
| ----- | ----------------- | ------------------------------------ | ------------------------------------------------------------------------ |
| 7100  | Stoptrein (Qbuzz) | Dordrecht – Gorinchem                | Rijdt onder de formule van R-net. Stopt niet in Hardinxveld Blauwe Zoom. |
| 7200  | Stoptrein (Qbuzz) | Dordrecht – Gorinchem – Geldermalsen | Rijdt onder de formule van R-net.                                        |

Bronnen: Qbuzz en Lijnennetkaart

### Concessie Treindienst Gouda - Alphen aan den Rijn
De concessie Treindienst Gouda - Alphen aan den Rijn omvat de treinverbinding Gouda - Alphen aan den Rijn, die sinds 11 december 2016 een R-net verbinding geworden is. Deze concessie wordt uitgevoerd door NS.
| Serie | Treinsoort    | Route                   | Bijzonderheden |
| ----- | ------------- | ----------------------- | --- |
| 8600  | Sprinter (NS) | Alphen a/d Rijn – Gouda | Rijdt onder de formule van R-net. Vormt een kwartierdienst met de serie 8700 (Behalve 's avonds en in het weekend).   |
| 8700  | Sprinter (NS) | Alphen a/d Rijn – Gouda | Rijdt onder de formule van R-net. Rijdt niet 's avonds en in het weekend. Vormt een kwartierdienst met de serie 8600. |

Bron: NS

### Concessie Personenvervoer over water Rotterdam - Drechtsteden
De concessie Personenvervoer over water Rotterdam - Drechtsteden omvat de Waterbus Rotterdam-Drechtsteden, vervoer over water tussen Rotterdam, Krimpen aan den IJssel, Ridderkerk Slikkerveer, Alblasserdam, Hendrik-Ido-Ambacht, Papendrecht en Dordrecht en tussen de Drechtsteden (Dordrecht, Zwijndrecht, Papendrecht en Sliedrecht) onderling.

De waterbus vaart sinds 1999, en heeft als voornaamste doel om de filedruk op de overvolle wegen in en om Rotterdam te verlagen. Na een uitgebreide testfase heeft de provincie in 2010 een vergunning voor 12 jaar afgegeven aan Aquabus, een joint venture van Arriva en Rederij Doeksen. Sinds 1 januari 2022 is Blue Amigo de vervoerder van de Waterbus.
| Lijn   | Route                                                               | Via | Opmerkingen                                                                                                   |
| ------ | ------------------------------------------------------------------- | --- | --- |
| Lijnen |                                                                     | | |
| 20     | Dordrecht, Merwekade - Rotterdam, Erasmusbrug                       | Papendrecht, Hendrik-Ido-Ambacht, Alblasserdam, Ridderkerk, Krimpen aan den IJssel, Capelle aan den IJssel   | |
| 21     | Rotterdam, Erasmusbrug - Kinderdijk, Molenkade/Dordrecht, Merwekade | Capelle aan den IJssel, (Krimpen aan den IJssel, Ridderkerk, Alblasserdam, Hendrik-Ido-Ambacht, Papendrecht) | 's Ochtends vaart één rit van Dordrecht naar Rotterdam, 's avonds vaart één rit van Rotterdam naar Dordrecht. |
| 22     | Dordrecht, Hooikade - Papendrecht, Veerdam                          | Zwijndrecht, Dordrecht Merwekade                                                                             | Het traject Hooikade - Zwijndrecht wordt alleen in de zomerperiode (maandag t/m zaterdag) bediend.            |
| 23     | Dordrecht, Merwekade - Sliedrecht, Middeldiep                       | Papendrecht, Hollandse Biesbosch                                                                             | 's Zomers ook in het weekend.                                                                                 |

Bron: Waterbus

## Lijnen uit grensoverschrijdende concessies in de provincie Zuid-Holland
De concessiegrenzen van de concessies in Zuid-Holland overschrijden nergens de provinciegrens, maar enkele buslijnen doen dit wel. Dit is echter ook andersom, lijnen uit concessies in andere provincies rijden in Zuid-Holland. Hieronder staan alle buslijnen die horen bij concessies uit andere provincies opgesomd.
| Lijn                                         | Route                                                           | Via | Soort                                      | Opmerkingen |
| Concessie Achterhoek-Rivierenland (Arriva)   | Concessie Achterhoek-Rivierenland (Arriva)                      | Concessie Achterhoek-Rivierenland (Arriva) | Concessie Achterhoek-Rivierenland (Arriva) | Concessie Achterhoek-Rivierenland (Arriva)                                                                                |
| -------------------------------------------- | --------------------------------------------------------------- | --- | ------------------------------------------ | --- |
| 47                                           | Gorinchem, Station - Geldermalsen, Station                      | Dalem, Vuren, Herwijnen, Hellouw, Haaften, Tuil, Waardenburg, Meteren                                                                               | Streekbus                                  | |
| 626                                          | Gorinchem, Hoefslag / Waardenburg, Busstation - Hedel, Oudewaai | Zaltbommel, Gameren, Nieuwaal, Zuilichem, Aalst, Nederhemert, Delwijnen, Ammerzoden                                                                 | Schoolbus                                  | 's Ochtends één rit richting Gorinchem, 's middags drie ritten richting Hedel waarvan twee ritten beginnen in Waardenburg |
| 647                                          | Enspijk, Haarstraat - Gorinchem, Hoefslag                       | Deil, Geldermalsen, Meteren, Waardenburg, Tuil, Haaften, Hellouw, Herwijnen                                                                         | Schoolbus                                  | 's Ochtends één rit richting Gorinchem, 's middags drie ritten richting Enspijk                                           |
| 673                                          | Leerdam, Station - Gorinchem, Station                           | Asperen, Heukelum, Spijk | Schoolbus                                  | Maakt in tegenspitsrichting alleen een tussenstop in Heukelum.                                                            |
| Concessie Amstelland-Meerlanden (Connexxion) |                                                                 | |                                            | |
| 162                                          | Lisse, Centrum - Hoofddorp, Station                             | Lisserbroek, Nieuw-Vennep | Streekbus                                  | |
| Concessie Provincie Utrecht (Syntus Utrecht) |                                                                 | |                                            | |
| 106                                          | Gouda, Station - IJsselstein, Binnenstad                        | Haastrecht, Vlist, Polsbroek, Benschop | Streekbus                                  | |
| 107                                          | Gouda, Station - Utrecht, Centraal Station (Jaarbeurszijde)     | Haastrecht, Oudewater, Willeskop, Montfoort, Heeswijk, Achthoven, De Meern                                                                          | Streekbus                                  | |
| 505                                          | Montfoort, Groen - Woerden, Station                             | Benschop, IJsselstein, Lopikerkapel, Uitweg, Lopik, Cabauw, Schoonhoven, Polsbroek, Polsbroekerdam, Oudewater                                       | Buurtbus                                   | Rijdt niet 's avonds en op zondag                                                                                         |
| 524                                          | Breukelen, Station - Noorden, Rooms Katholieke Kerk             | Kockengen, Teckop, Kanis, Kamerik, Woerden, Zegveld, Woerdense Verlaat                                                                              | Buurtbus                                   | Rijdt niet 's avonds en op zondag                                                                                         |
| Concessie West Brabant (Arriva)              |                                                                 | |                                            | |
| 181                                          | 's-Hertogenbosch, Station - Gorinchem, Station                  | Wijk en Aalburg, Veen, Andel, Giessen, Rijswijk (NB), Woudrichem, Sleeuwijk                                                                         | Streekbus                                  | Rijdt niet 's avonds en in het weekend                                                                                    |
| 360                                          | Rotterdam, Zuidplein - Putte, Moretuslei                        | Numansdorp , Dinteloord, Steenbergen, Halsteren, Bergen op Zoom, Hoogerheide, Ossendrecht                                                           | Bravodirect                                | |
| 502                                          | Breda, Station - Gorinchem, Station                             | Hank, Nieuwendijk, Sleeuwijk | Brabantliner                               | Rijdt niet 's avonds en in het weekend                                                                                    |
| Concessie Zeeland (Connexxion)               |                                                                 | |                                            | |
| 102                                          | Oude-Tonge, Busstation - Bergen op Zoom, Station                | Sint Philipsland, Nieuw-Vossemeer, Oud-Vossemeer, Tholen, Halsteren                                                                                 | Streekbus                                  | |
| 133                                          | Oude-Tonge, Busstation - Middelburg, Station                    | Bruinisse, Oosterland, Nieuwerkerk, Zierikzee, Kerkwerve, Moriaanshoofd, Renesse, Haamstede, Neeltje Jans, Vrouwenpolder, Serooskerke, Sint Laurens | Streekbus                                  | |
| 395                                          | Rotterdam, Zuidplein - Zierikzee, Busstation                    | Bruinisse | Streekbus                                  | Ex-Interliner, wordt gereden door Van Oeveren i.o.v. Connexxion                                                           |
| 602                                          | Sommelsdijk, Campus - Sint-Maartensdijk, Provincialeweg         | Middelharnis, Sint Philipsland, Sint-Annaland, (Oud-Vossemeer, Tholen, Poortvliet, Scherpenisse)                                                    | Schoolbus                                  | |
| 622                                          | Middelharnis, Gemeentehuis → Poortvliet, Zuidplantsoen          | Sommelsdijk, Sint-Annaland, Sint-Maartensdijk, Scherpenisse                                                                                         | Schoolbus                                  | |
| 631                                          | Sommelsdijk, Campus - Zierikzee, Busstation                     | Middelharnis, Bruinisse, Oosterland, Nieuwerkerk | Schoolbus                                  | |
| 632                                          | Middelharnis, Gemeentehuis → Zierikzee, Busstation              | Sommelsdijk, Nieuwerkerk, Ouwerkerk | Schoolbus                                  | Rijdt alleen op dinsdagmiddag                                                                                             |